# Llista d'asteroides (332001-333000)
Llista d'asteroides del 332.001 al 333.000, amb data de descoberta i descobridor. És un fragment de la llista d'asteroides completa. Als asteroides se'ls dona un número quan es confirma la seva òrbita, per tant apareixen llistats aproximadament segons la data de descobriment.

## 332001-332100
| Nom                 | Designació provisional | Data de descobriment   | Lloc de descobriment | Descobridor/s        |
| ------------------- | ---------------------- | ---------------------- | -------------------- | -------------------- |
| 332001              | 2005 JN156             | 4 de maig de 2005      | Mount Lemmon         | Mt. Lemmon Survey    |
| 332002              | 2005 LJ4               | 1 de juny de 2005      | Kitt Peak            | Spacewatch           |
| 332003              | 2005 LS13              | 4 de juny de 2005      | Kitt Peak            | Spacewatch           |
| 332004              | 2005 LL16              | 5 de juny de 2005      | Kitt Peak            | Spacewatch           |
| 332005              | 2005 LG18              | 6 de juny de 2005      | Kitt Peak            | Spacewatch           |
| 332006              | 2005 LG39              | 11 de juny de 2005     | Kitt Peak            | Spacewatch           |
| 332007              | 2005 MD14              | 28 de juny de 2005     | Palomar              | NEAT                 |
| 332008              | 2005 MR15              | 30 de juny de 2005     | Socorro              | LINEAR               |
| 332009              | 2005 MN25              | 27 de juny de 2005     | Kitt Peak            | Spacewatch           |
| 332010              | 2005 MT42              | 29 de juny de 2005     | Palomar              | NEAT                 |
| 332011              | 2005 ML52              | 30 de juny de 2005     | Kitt Peak            | Spacewatch           |
| 332012              | 2005 NO7               | 3 de juliol de 2005    | Mount Lemmon         | Mt. Lemmon Survey    |
| 332013              | 2005 NN11              | 3 de juliol de 2005    | Mount Lemmon         | Mt. Lemmon Survey    |
| 332014              | 2005 NT47              | 7 de juliol de 2005    | Kitt Peak            | Spacewatch           |
| 332015              | 2005 NY54              | 10 de juliol de 2005   | Kitt Peak            | Spacewatch           |
| 332016              | 2005 NL84              | 2 de juliol de 2005    | Kitt Peak            | Spacewatch           |
| 332017              | 2005 NF86              | 3 de juliol de 2005    | Mount Lemmon         | Mt. Lemmon Survey    |
| 332018              | 2005 NH95              | 6 de juliol de 2005    | Campo Imperatore     | CINEOS               |
| 332019              | 2005 NP122             | 3 de juliol de 2005    | Catalina             | CSS                  |
| 332020              | 2005 NR124             | 8 de juliol de 2005    | Kitt Peak            | Spacewatch           |
| 332021              | 2005 OA3               | 30 de juliol de 2005   | Socorro              | LINEAR               |
| 332022              | 2005 OZ4               | 13 de juny de 2005     | Mount Lemmon         | Mt. Lemmon Survey    |
| 332023              | 2005 OF8               | 31 de juliol de 2005   | Socorro              | LINEAR               |
| 332024              | 2005 OO24              | 30 de juliol de 2005   | Campo Imperatore     | CINEOS               |
| 332025              | 2005 OX27              | 29 de juliol de 2005   | Anderson Mesa        | LONEOS               |
| 332026              | 2005 PH                | 2 d'agost de 2005      | Kingsnake            | J. V. McClusky       |
| 332027              | 2005 PE3               | 2 d'agost de 2005      | Socorro              | LINEAR               |
| 332028              | 2005 PY4               | 5 d'agost de 2005      | Needville            | Needville            |
| 332029              | 2005 PQ10              | 4 d'agost de 2005      | Palomar              | NEAT                 |
| 332030              | 2005 PK15              | 4 d'agost de 2005      | Palomar              | NEAT                 |
| 332031              | 2005 PD16              | 4 d'agost de 2005      | Palomar              | NEAT                 |
| 332032              | 2005 PW18              | 9 d'agost de 2005      | Marly                | P. Kocher            |
| 332033              | 2005 PL23              | 13 d'agost de 2005     | Siding Spring        | Siding Spring Survey |
| 332034              | 2005 QS5               | 28 de juliol de 2005   | Palomar              | NEAT                 |
| 332035              | 2005 QZ17              | 25 d'agost de 2005     | Palomar              | NEAT                 |
| 332036              | 2005 QD53              | 28 d'agost de 2005     | Kitt Peak            | Spacewatch           |
| 332037              | 2005 QJ62              | 26 d'agost de 2005     | Palomar              | NEAT                 |
| 332038              | 2005 QZ73              | 29 d'agost de 2005     | Anderson Mesa        | LONEOS               |
| 332039              | 2005 QU76              | 29 d'agost de 2005     | Anderson Mesa        | LONEOS               |
| 332040              | 2005 QY80              | 28 d'agost de 2005     | Haleakala            | NEAT                 |
| 332041              | 2005 QD83              | 29 d'agost de 2005     | Anderson Mesa        | LONEOS               |
| 332042              | 2005 QN89              | 22 d'agost de 2005     | Palomar              | NEAT                 |
| 332043              | 2005 QC99              | 27 d'agost de 2005     | Palomar              | NEAT                 |
| 332044              | 2005 QP99              | 27 d'agost de 2005     | Palomar              | NEAT                 |
| 332045              | 2005 QC115             | 27 d'agost de 2005     | Palomar              | NEAT                 |
| 332046              | 2005 QP121             | 28 d'agost de 2005     | Kitt Peak            | Spacewatch           |
| 332047              | 2005 QU147             | 28 d'agost de 2005     | Siding Spring        | Siding Spring Survey |
| 332048              | 2005 QN157             | 30 d'agost de 2005     | Palomar              | NEAT                 |
| 332049              | 2005 QC158             | 26 d'agost de 2005     | Palomar              | NEAT                 |
| 332050              | 2005 QH175             | 31 d'agost de 2005     | Anderson Mesa        | LONEOS               |
| 332051              | 2005 QJ176             | 31 d'agost de 2005     | Kitt Peak            | Spacewatch           |
| 332052              | 2005 QG183             | 31 d'agost de 2005     | Palomar              | NEAT                 |
| 332053              | 2005 RR7               | 8 de setembre de 2005  | Socorro              | LINEAR               |
| 332054              | 2005 RB25              | 10 de setembre de 2005 | Anderson Mesa        | LONEOS               |
| 332055              | 2005 RW33              | 13 de setembre de 2005 | Anderson Mesa        | LONEOS               |
| 332056              | 2005 RM44              | 13 de setembre de 2005 | Socorro              | LINEAR               |
| 332057              | 2005 SY2               | 23 de setembre de 2005 | Catalina             | CSS                  |
| 332058              | 2005 SM12              | 23 de setembre de 2005 | Catalina             | CSS                  |
| 332059              | 2005 SD19              | 25 de setembre de 2005 | Kitt Peak            | Spacewatch           |
| 332060              | 2005 SA27              | 23 de setembre de 2005 | Kitt Peak            | Spacewatch           |
| 332061              | 2005 SN55              | 25 de setembre de 2005 | Kitt Peak            | Spacewatch           |
| 332062              | 2005 SQ65              | 26 de setembre de 2005 | Palomar              | NEAT                 |
| 332063              | 2005 SL70              | 28 de setembre de 2005 | Palomar              | NEAT                 |
| 332064              | 2005 ST99              | 25 de setembre de 2005 | Kitt Peak            | Spacewatch           |
| 332065              | 2005 SM102             | 25 de setembre de 2005 | Kitt Peak            | Spacewatch           |
| 332066              | 2005 SP108             | 26 de setembre de 2005 | Kitt Peak            | Spacewatch           |
| 332067              | 2005 SG132             | 29 de setembre de 2005 | Catalina             | CSS                  |
| 332068              | 2005 SX162             | 27 de setembre de 2005 | Socorro              | LINEAR               |
| 332069              | 2005 SX193             | 29 de setembre de 2005 | Kitt Peak            | Spacewatch           |
| 332070              | 2005 SB199             | 30 de setembre de 2005 | Kitt Peak            | Spacewatch           |
| 332071              | 2005 SD210             | 30 de setembre de 2005 | Palomar              | NEAT                 |
| 332072              | 2005 SZ213             | 30 de setembre de 2005 | Catalina             | CSS                  |
| 332073              | 2005 SU214             | 30 de setembre de 2005 | Anderson Mesa        | LONEOS               |
| 332074              | 2005 SO219             | 30 de setembre de 2005 | Mount Lemmon         | Mt. Lemmon Survey    |
| 332075              | 2005 SW226             | 30 de setembre de 2005 | Kitt Peak            | Spacewatch           |
| 332076              | 2005 SS239             | 30 de setembre de 2005 | Palomar              | NEAT                 |
| 332077              | 2005 SG256             | 22 de setembre de 2005 | Palomar              | NEAT                 |
| 332078              | 2005 TY26              | 1 d'octubre de 2005    | Mount Lemmon         | Mt. Lemmon Survey    |
| 332079              | 2005 TZ27              | 1 d'octubre de 2005    | Mount Lemmon         | Mt. Lemmon Survey    |
| 332080              | 2005 TV55              | 6 d'octubre de 2005    | Kitt Peak            | Spacewatch           |
| 332081              | 2005 TA138             | 7 d'octubre de 2005    | Catalina             | CSS                  |
| 332082              | 2005 TH141             | 8 d'octubre de 2005    | Kitt Peak            | Spacewatch           |
| 332083              | 2005 TX169             | 10 d'octubre de 2005   | Anderson Mesa        | LONEOS               |
| 332084 Vasyakulbeda | 2005 UQ12              | 29 d'octubre de 2005   | Andrushivka          | Andrushivka          |
| 332085              | 2005 UQ43              | 22 d'octubre de 2005   | Kitt Peak            | Spacewatch           |
| 332086              | 2005 UN57              | 24 d'octubre de 2005   | Anderson Mesa        | LONEOS               |
| 332087              | 2005 UE71              | 23 d'octubre de 2005   | Catalina             | CSS                  |
| 332088              | 2005 UH79              | 25 d'octubre de 2005   | Catalina             | CSS                  |
| 332089              | 2005 UP79              | 25 d'octubre de 2005   | Catalina             | CSS                  |
| 332090              | 2005 UU84              | 22 d'octubre de 2005   | Kitt Peak            | Spacewatch           |
| 332091              | 2005 UR89              | 22 d'octubre de 2005   | Kitt Peak            | Spacewatch           |
| 332092              | 2005 UO94              | 22 d'octubre de 2005   | Kitt Peak            | Spacewatch           |
| 332093              | 2005 UP103             | 22 d'octubre de 2005   | Kitt Peak            | Spacewatch           |
| 332094              | 2005 UR121             | 24 d'octubre de 2005   | Kitt Peak            | Spacewatch           |
| 332095              | 2005 UO142             | 25 d'octubre de 2005   | Mount Lemmon         | Mt. Lemmon Survey    |
| 332096              | 2005 UQ149             | 26 d'octubre de 2005   | Kitt Peak            | Spacewatch           |
| 332097              | 2005 UW155             | 26 d'octubre de 2005   | Anderson Mesa        | LONEOS               |
| 332098              | 2005 UH158             | 27 d'octubre de 2005   | Kitt Peak            | Spacewatch           |
| 332099              | 2005 UE174             | 24 d'octubre de 2005   | Kitt Peak            | Spacewatch           |
| 332100              | 2005 UE182             | 24 d'octubre de 2005   | Kitt Peak            | Spacewatch           |

## 332101-332200
| Nom    | Designació provisional | Data de descobriment   | Lloc de descobriment | Descobridor/s     |
| ------ | ---------------------- | ---------------------- | -------------------- | ----------------- |
| 332101 | 2005 UZ201             | 25 d'octubre de 2005   | Kitt Peak            | Spacewatch        |
| 332102 | 2005 UL212             | 27 d'octubre de 2005   | Kitt Peak            | Spacewatch        |
| 332103 | 2005 UY219             | 25 d'octubre de 2005   | Kitt Peak            | Spacewatch        |
| 332104 | 2005 UE220             | 25 d'octubre de 2005   | Kitt Peak            | Spacewatch        |
| 332105 | 2005 UC234             | 25 d'octubre de 2005   | Kitt Peak            | Spacewatch        |
| 332106 | 2005 US253             | 27 d'octubre de 2005   | Kitt Peak            | Spacewatch        |
| 332107 | 2005 UC272             | 28 d'octubre de 2005   | Kitt Peak            | Spacewatch        |
| 332108 | 2005 UK297             | 26 d'octubre de 2005   | Kitt Peak            | Spacewatch        |
| 332109 | 2005 UZ297             | 26 d'octubre de 2005   | Kitt Peak            | Spacewatch        |
| 332110 | 2005 UJ314             | 28 d'octubre de 2005   | Catalina             | CSS               |
| 332111 | 2005 UG397             | 28 d'octubre de 2005   | Catalina             | CSS               |
| 332112 | 2005 UV401             | 27 d'octubre de 2005   | Kitt Peak            | Spacewatch        |
| 332113 | 2005 UE424             | 28 d'octubre de 2005   | Kitt Peak            | Spacewatch        |
| 332114 | 2005 UK430             | 28 d'octubre de 2005   | Kitt Peak            | Spacewatch        |
| 332115 | 2005 UN433             | 28 d'octubre de 2005   | Kitt Peak            | Spacewatch        |
| 332116 | 2005 UW454             | 28 d'octubre de 2005   | Socorro              | LINEAR            |
| 332117 | 2005 UR485             | 22 d'octubre de 2005   | Catalina             | CSS               |
| 332118 | 2005 UF512             | 29 d'octubre de 2005   | Catalina             | CSS               |
| 332119 | 2005 UE513             | 29 d'octubre de 2005   | Palomar              | NEAT              |
| 332120 | 2005 VC6               | 9 de juny de 1997      | Kitt Peak            | Spacewatch        |
| 332121 | 2005 VV10              | 2 de novembre de 2005  | Mount Lemmon         | Mt. Lemmon Survey |
| 332122 | 2005 VH34              | 3 de novembre de 2005  | Mount Lemmon         | Mt. Lemmon Survey |
| 332123 | 2005 VH66              | 1 de novembre de 2005  | Mount Lemmon         | Mt. Lemmon Survey |
| 332124 | 2005 VM83              | 3 de novembre de 2005  | Mount Lemmon         | Mt. Lemmon Survey |
| 332125 | 2005 WL16              | 22 de novembre de 2005 | Kitt Peak            | Spacewatch        |
| 332126 | 2005 WE19              | 24 de novembre de 2005 | Palomar              | NEAT              |
| 332127 | 2005 WO33              | 21 de novembre de 2005 | Kitt Peak            | Spacewatch        |
| 332128 | 2005 WJ37              | 22 de novembre de 2005 | Kitt Peak            | Spacewatch        |
| 332129 | 2005 WG54              | 24 de novembre de 2005 | Palomar              | NEAT              |
| 332130 | 2005 WH54              | 30 d'octubre de 2005   | Catalina             | CSS               |
| 332131 | 2005 WD87              | 28 de novembre de 2005 | Mount Lemmon         | Mt. Lemmon Survey |
| 332132 | 2005 WT92              | 25 de novembre de 2005 | Mount Lemmon         | Mt. Lemmon Survey |
| 332133 | 2005 WS101             | 29 de novembre de 2005 | Socorro              | LINEAR            |
| 332134 | 2005 WU107             | 26 de novembre de 2005 | Mount Lemmon         | Mt. Lemmon Survey |
| 332135 | 2005 WD108             | 28 de novembre de 2005 | Catalina             | CSS               |
| 332136 | 2005 WT110             | 30 de novembre de 2005 | Kitt Peak            | Spacewatch        |
| 332137 | 2005 WU135             | 26 de novembre de 2005 | Kitt Peak            | Spacewatch        |
| 332138 | 2005 WN144             | 24 de novembre de 2005 | Palomar              | NEAT              |
| 332139 | 2005 WY157             | 25 de novembre de 2005 | Palomar              | NEAT              |
| 332140 | 2005 WM159             | 30 de setembre de 2005 | Mount Lemmon         | Mt. Lemmon Survey |
| 332141 | 2005 WQ170             | 30 de novembre de 2005 | Kitt Peak            | Spacewatch        |
| 332142 | 2005 WC177             | 30 de novembre de 2005 | Kitt Peak            | Spacewatch        |
| 332143 | 2005 XH7               | 4 de desembre de 2005  | Socorro              | LINEAR            |
| 332144 | 2005 XC42              | 4 de desembre de 2005  | Kitt Peak            | Spacewatch        |
| 332145 | 2005 XK50              | 2 de desembre de 2005  | Kitt Peak            | Spacewatch        |
| 332146 | 2005 XH61              | 4 de desembre de 2005  | Kitt Peak            | Spacewatch        |
| 332147 | 2005 XU70              | 6 de desembre de 2005  | Kitt Peak            | Spacewatch        |
| 332148 | 2005 XB115             | 10 de desembre de 2005 | Socorro              | LINEAR            |
| 332149 | 2005 YT41              | 22 de desembre de 2005 | Kitt Peak            | Spacewatch        |
| 332150 | 2005 YQ44              | 25 de desembre de 2005 | Kitt Peak            | Spacewatch        |
| 332151 | 2005 YY70              | 22 de desembre de 2005 | Catalina             | CSS               |
| 332152 | 2005 YG77              | 16 de novembre de 2000 | Kitt Peak            | Spacewatch        |
| 332153 | 2005 YL77              | 24 de desembre de 2005 | Kitt Peak            | Spacewatch        |
| 332154 | 2005 YV80              | 24 de desembre de 2005 | Kitt Peak            | Spacewatch        |
| 332155 | 2005 YZ108             | 25 de desembre de 2005 | Kitt Peak            | Spacewatch        |
| 332156 | 2005 YL109             | 25 de desembre de 2005 | Kitt Peak            | Spacewatch        |
| 332157 | 2005 YM135             | 26 de desembre de 2005 | Kitt Peak            | Spacewatch        |
| 332158 | 2005 YC152             | 27 de desembre de 2005 | Mount Lemmon         | Mt. Lemmon Survey |
| 332159 | 2005 YB170             | 7 d'octubre de 2004    | Kitt Peak            | Spacewatch        |
| 332160 | 2005 YB172             | 22 de desembre de 2005 | Catalina             | CSS               |
| 332161 | 2005 YD175             | 30 de desembre de 2005 | Socorro              | LINEAR            |
| 332162 | 2005 YW178             | 25 de desembre de 2005 | Mount Lemmon         | Mt. Lemmon Survey |
| 332163 | 2005 YJ185             | 27 de desembre de 2005 | Kitt Peak            | Spacewatch        |
| 332164 | 2005 YP192             | 30 de desembre de 2005 | Kitt Peak            | Spacewatch        |
| 332165 | 2005 YE197             | 1 de desembre de 2005  | Kitt Peak            | Spacewatch        |
| 332166 | 2005 YS204             | 25 de desembre de 2005 | Mount Lemmon         | Mt. Lemmon Survey |
| 332167 | 2005 YT228             | 25 de desembre de 2005 | Mount Lemmon         | Mt. Lemmon Survey |
| 332168 | 2005 YH239             | 29 de desembre de 2005 | Mount Lemmon         | Mt. Lemmon Survey |
| 332169 | 2006 AX4               | 2 de gener de 2006     | Catalina             | CSS               |
| 332170 | 2006 AO14              | 5 de gener de 2006     | Mount Lemmon         | Mt. Lemmon Survey |
| 332171 | 2006 AD39              | 7 de gener de 2006     | Mount Lemmon         | Mt. Lemmon Survey |
| 332172 | 2006 AE39              | 7 de gener de 2006     | Mount Lemmon         | Mt. Lemmon Survey |
| 332173 | 2006 AB79              | 6 de gener de 2006     | Kitt Peak            | Spacewatch        |
| 332174 | 2006 BH38              | 23 de gener de 2006    | Mount Lemmon         | Mt. Lemmon Survey |
| 332175 | 2006 BP46              | 23 de gener de 2006    | Mount Lemmon         | Mt. Lemmon Survey |
| 332176 | 2006 BG54              | 7 de gener de 2006     | Mount Lemmon         | Mt. Lemmon Survey |
| 332177 | 2006 BU71              | 2 d'octubre de 2000    | Anderson Mesa        | LONEOS            |
| 332178 | 2006 BV96              | 26 de gener de 2006    | Kitt Peak            | Spacewatch        |
| 332179 | 2006 BH109             | 25 de gener de 2006    | Kitt Peak            | Spacewatch        |
| 332180 | 2006 BK110             | 25 de gener de 2006    | Kitt Peak            | Spacewatch        |
| 332181 | 2006 BM127             | 26 de gener de 2006    | Kitt Peak            | Spacewatch        |
| 332182 | 2006 BG145             | 23 de gener de 2006    | Socorro              | LINEAR            |
| 332183 | 2006 BE186             | 28 de gener de 2006    | Nogales              | J.-C. Merlin      |
| 332184 | 2006 BC193             | 30 de gener de 2006    | Kitt Peak            | Spacewatch        |
| 332185 | 2006 BV217             | 23 de gener de 2006    | Catalina             | CSS               |
| 332186 | 2006 BX223             | 23 de gener de 2006    | Mount Lemmon         | Mt. Lemmon Survey |
| 332187 | 2006 BM232             | 31 de gener de 2006    | Kitt Peak            | Spacewatch        |
| 332188 | 2006 BL238             | 31 de gener de 2006    | Kitt Peak            | Spacewatch        |
| 332189 | 2006 BN256             | 31 de gener de 2006    | Kitt Peak            | Spacewatch        |
| 332190 | 2006 BR277             | 27 de gener de 2006    | Kitt Peak            | Spacewatch        |
| 332191 | 2006 CG38              | 2 de febrer de 2006    | Kitt Peak            | Spacewatch        |
| 332192 | 2006 CH44              | 3 de febrer de 2006    | Kitt Peak            | Spacewatch        |
| 332193 | 2006 DD34              | 20 de febrer de 2006   | Kitt Peak            | Spacewatch        |
| 332194 | 2006 DH50              | 22 de febrer de 2006   | Catalina             | CSS               |
| 332195 | 2006 DB58              | 24 de febrer de 2006   | Mount Lemmon         | Mt. Lemmon Survey |
| 332196 | 2006 DX78              | 31 d'octubre de 2005   | Mauna Kea            | A. Boattini       |
| 332197 | 2006 DN79              | 24 de febrer de 2006   | Kitt Peak            | Spacewatch        |
| 332198 | 2006 DQ101             | 25 de febrer de 2006   | Kitt Peak            | Spacewatch        |
| 332199 | 2006 DV114             | 9 de novembre de 2004  | Catalina             | CSS               |
| 332200 | 2006 DL115             | 27 de febrer de 2006   | Kitt Peak            | Spacewatch        |

## 332201-332300
| Nom    | Designació provisional | Data de descobriment   | Lloc de descobriment | Descobridor/s     |
| ------ | ---------------------- | ---------------------- | -------------------- | ----------------- |
| 332201 | 2006 DZ154             | 25 de febrer de 2006   | Kitt Peak            | Spacewatch        |
| 332202 | 2006 DK187             | 27 de febrer de 2006   | Kitt Peak            | Spacewatch        |
| 332203 | 2006 DU196             | 24 de febrer de 2006   | Catalina             | CSS               |
| 332204 | 2006 EH15              | 2 de març de 2006      | Kitt Peak            | Spacewatch        |
| 332205 | 2006 EU16              | 2 de març de 2006      | Mount Lemmon         | Mt. Lemmon Survey |
| 332206 | 2006 EY33              | 3 de març de 2006      | Kitt Peak            | Spacewatch        |
| 332207 | 2006 EW57              | 5 de març de 2006      | Kitt Peak            | Spacewatch        |
| 332208 | 2006 EX69              | 2 de març de 2006      | Catalina             | CSS               |
| 332209 | 2006 FC9               | 23 de març de 2006     | Kitt Peak            | Spacewatch        |
| 332210 | 2006 FG12              | 23 de març de 2006     | Catalina             | CSS               |
| 332211 | 2006 FS18              | 23 de març de 2006     | Mount Lemmon         | Mt. Lemmon Survey |
| 332212 | 2006 FQ25              | 24 de març de 2006     | Mount Lemmon         | Mt. Lemmon Survey |
| 332213 | 2006 FY30              | 9 de març de 2006      | Mount Lemmon         | Mt. Lemmon Survey |
| 332214 | 2006 FQ50              | 25 de març de 2006     | Kitt Peak            | Spacewatch        |
| 332215 | 2006 GN3               | 1 d'abril de 2006      | Eskridge             | Eskridge          |
| 332216 | 2006 GC22              | 2 d'abril de 2006      | Kitt Peak            | Spacewatch        |
| 332217 | 2006 GV36              | 23 de març de 2006     | Kitt Peak            | Spacewatch        |
| 332218 | 2006 GC41              | 7 d'abril de 2006      | Catalina             | CSS               |
| 332219 | 2006 GJ44              | 2 d'abril de 2006      | Kitt Peak            | Spacewatch        |
| 332220 | 2006 GP48              | 9 d'abril de 2006      | Kitt Peak            | Spacewatch        |
| 332221 | 2006 GG50              | 25 d'octubre de 2003   | Kitt Peak            | Spacewatch        |
| 332222 | 2006 GA53              | 2 d'abril de 2006      | Anderson Mesa        | LONEOS            |
| 332223 | 2006 GU54              | 7 d'abril de 2006      | Kitt Peak            | Spacewatch        |
| 332224 | 2006 GZ54              | 2 d'abril de 2006      | Kitt Peak            | Spacewatch        |
| 332225 | 2006 HW32              | 19 d'abril de 2006     | Mount Lemmon         | Mt. Lemmon Survey |
| 332226 | 2006 HF41              | 21 d'abril de 2006     | Kitt Peak            | Spacewatch        |
| 332227 | 2006 HL42              | 23 d'abril de 2006     | Socorro              | LINEAR            |
| 332228 | 2006 HD46              | 25 d'abril de 2006     | Kitt Peak            | Spacewatch        |
| 332229 | 2006 HA54              | 25 de març de 2006     | Vail-Jarnac          | Jarnac            |
| 332230 | 2006 HN55              | 23 d'abril de 2006     | Socorro              | LINEAR            |
| 332231 | 2006 HK76              | 25 d'abril de 2006     | Kitt Peak            | Spacewatch        |
| 332232 | 2006 HY83              | 26 d'abril de 2006     | Kitt Peak            | Spacewatch        |
| 332233 | 2006 HJ96              | 30 d'abril de 2006     | Kitt Peak            | Spacewatch        |
| 332234 | 2006 HB116             | 18 de setembre de 2003 | Kitt Peak            | Spacewatch        |
| 332235 | 2006 HM153             | 21 d'abril de 2006     | Kitt Peak            | Spacewatch        |
| 332236 | 2006 JW21              | 2 de maig de 2006      | Kitt Peak            | Spacewatch        |
| 332237 | 2006 JV38              | 6 de maig de 2006      | Mount Lemmon         | Mt. Lemmon Survey |
| 332238 | 2006 JH41              | 22 d'agost de 2003     | Campo Imperatore     | CINEOS            |
| 332239 | 2006 JD46              | 10 de maig de 2006     | Palomar              | NEAT              |
| 332240 | 2006 KF3               | 19 de maig de 2006     | Mount Lemmon         | Mt. Lemmon Survey |
| 332241 | 2006 KB12              | 20 de maig de 2006     | Kitt Peak            | Spacewatch        |
| 332242 | 2006 KL13              | 20 de maig de 2006     | Kitt Peak            | Spacewatch        |
| 332243 | 2006 KT27              | 20 de maig de 2006     | Kitt Peak            | Spacewatch        |
| 332244 | 2006 KC31              | 20 de maig de 2006     | Kitt Peak            | Spacewatch        |
| 332245 | 2006 KH31              | 20 de maig de 2006     | Kitt Peak            | Spacewatch        |
| 332246 | 2006 KM46              | 21 de maig de 2006     | Mount Lemmon         | Mt. Lemmon Survey |
| 332247 | 2006 KG49              | 21 de maig de 2006     | Kitt Peak            | Spacewatch        |
| 332248 | 2006 KE54              | 21 de maig de 2006     | Kitt Peak            | Spacewatch        |
| 332249 | 2006 KM85              | 20 de maig de 2006     | Catalina             | CSS               |
| 332250 | 2006 KH90              | 24 de maig de 2006     | Kitt Peak            | Spacewatch        |
| 332251 | 2006 KZ101             | 27 de maig de 2006     | Kitt Peak            | Spacewatch        |
| 332252 | 2006 KP103             | 30 de maig de 2006     | Reedy Creek          | J. Broughton      |
| 332253 | 2006 KR123             | 31 de maig de 2006     | Mount Lemmon         | Mt. Lemmon Survey |
| 332254 | 2006 MZ2               | 18 de juny de 2006     | Palomar              | NEAT              |
| 332255 | 2006 MH6               | 19 de juny de 2006     | Mount Lemmon         | Mt. Lemmon Survey |
| 332256 | 2006 MU11              | 19 de juny de 2006     | Kitt Peak            | Spacewatch        |
| 332257 | 2006 QO27              | 20 d'agost de 2006     | Kitt Peak            | Spacewatch        |
| 332258 | 2006 QJ34              | 19 d'agost de 2006     | Kitt Peak            | Spacewatch        |
| 332259 | 2006 QV76              | 21 d'agost de 2006     | Kitt Peak            | Spacewatch        |
| 332260 | 2006 QO100             | 24 d'agost de 2006     | Socorro              | LINEAR            |
| 332261 | 2006 RA36              | 14 de setembre de 2006 | Palomar              | NEAT              |
| 332262 | 2006 RN37              | 12 de setembre de 2006 | Catalina             | CSS               |
| 332263 | 2006 RT62              | 14 de setembre de 2006 | Catalina             | CSS               |
| 332264 | 2006 RS77              | 21 de juliol de 2006   | Mount Lemmon         | Mt. Lemmon Survey |
| 332265 | 2006 RZ78              | 15 de setembre de 2006 | Kitt Peak            | Spacewatch        |
| 332266 | 2006 RW95              | 15 de setembre de 2006 | Kitt Peak            | Spacewatch        |
| 332267 | 2006 RO120             | 14 de setembre de 2006 | Kitt Peak            | Spacewatch        |
| 332268 | 2006 SO21              | 17 de setembre de 2006 | Catalina             | CSS               |
| 332269 | 2006 SD24              | 18 de setembre de 2006 | Catalina             | CSS               |
| 332270 | 2006 SP31              | 17 de setembre de 2006 | Kitt Peak            | Spacewatch        |
| 332271 | 2006 SQ40              | 18 de setembre de 2006 | Catalina             | CSS               |
| 332272 | 2006 SQ145             | 19 de setembre de 2006 | Kitt Peak            | Spacewatch        |
| 332273 | 2006 SN149             | 19 de setembre de 2006 | Kitt Peak            | Spacewatch        |
| 332274 | 2006 SG150             | 19 de setembre de 2006 | Kitt Peak            | Spacewatch        |
| 332275 | 2006 SZ181             | 25 de setembre de 2006 | Anderson Mesa        | LONEOS            |
| 332276 | 2006 SD200             | 24 de setembre de 2006 | Kitt Peak            | Spacewatch        |
| 332277 | 2006 SS213             | 27 de setembre de 2006 | Socorro              | LINEAR            |
| 332278 | 2006 SW223             | 25 de setembre de 2006 | Mount Lemmon         | Mt. Lemmon Survey |
| 332279 | 2006 SA300             | 19 de setembre de 2006 | Catalina             | CSS               |
| 332280 | 2006 SF317             | 27 de setembre de 2006 | Kitt Peak            | Spacewatch        |
| 332281 | 2006 SL329             | 27 de setembre de 2006 | Kitt Peak            | Spacewatch        |
| 332282 | 2006 SX342             | 28 de setembre de 2006 | Kitt Peak            | Spacewatch        |
| 332283 | 2006 SX355             | 30 de setembre de 2006 | Catalina             | CSS               |
| 332284 | 2006 SD394             | 30 de setembre de 2006 | Mount Lemmon         | Mt. Lemmon Survey |
| 332285 | 2006 SL411             | 19 de setembre de 2006 | Catalina             | CSS               |
| 332286 | 2006 TT                | 1 d'octubre de 2006    | Piszkesteto          | K. Sarneczky      |
| 332287 | 2006 TR4               | 2 d'octubre de 2006    | Mount Lemmon         | Mt. Lemmon Survey |
| 332288 | 2006 TE17              | 11 d'octubre de 2006   | Kitt Peak            | Spacewatch        |
| 332289 | 2006 TJ24              | 25 de setembre de 2006 | Kitt Peak            | Spacewatch        |
| 332290 | 2006 TK33              | 12 d'octubre de 2006   | Kitt Peak            | Spacewatch        |
| 332291 | 2006 TS84              | 13 d'octubre de 2006   | Kitt Peak            | Spacewatch        |
| 332292 | 2006 TE110             | 13 d'octubre de 2006   | Kitt Peak            | Spacewatch        |
| 332293 | 2006 TF130             | 12 d'octubre de 2006   | Palomar              | NEAT              |
| 332294 | 2006 UG15              | 17 d'octubre de 2006   | Mount Lemmon         | Mt. Lemmon Survey |
| 332295 | 2006 UG24              | 16 d'octubre de 2006   | Kitt Peak            | Spacewatch        |
| 332296 | 2006 UK92              | 30 de setembre de 2006 | Mount Lemmon         | Mt. Lemmon Survey |
| 332297 | 2006 UK95              | 18 d'octubre de 2006   | Kitt Peak            | Spacewatch        |
| 332298 | 2006 UP165             | 21 d'octubre de 2006   | Mount Lemmon         | Mt. Lemmon Survey |
| 332299 | 2006 UG186             | 17 de setembre de 2006 | Catalina             | CSS               |
| 332300 | 2006 UO217             | 31 d'octubre de 2006   | Catalina             | CSS               |

## 332301-332400
| Nom                | Designació provisional | Data de descobriment   | Lloc de descobriment | Descobridor/s          |
| ------------------ | ---------------------- | ---------------------- | -------------------- | ---------------------- |
| 332301             | 2006 UW242             | 27 d'octubre de 2006   | Kitt Peak            | Spacewatch             |
| 332302             | 2006 UR291             | 27 d'octubre de 2006   | Mount Lemmon         | Mt. Lemmon Survey      |
| 332303             | 2006 UN359             | 21 d'octubre de 2006   | Kitt Peak            | Spacewatch             |
| 332304             | 2006 UR360             | 16 d'octubre de 2006   | Catalina             | CSS                    |
| 332305             | 2006 VN21              | 10 de novembre de 2006 | Kitt Peak            | Spacewatch             |
| 332306             | 2006 VH65              | 11 de novembre de 2006 | Kitt Peak            | Spacewatch             |
| 332307             | 2006 VH67              | 11 de novembre de 2006 | Kitt Peak            | Spacewatch             |
| 332308             | 2006 VT75              | 11 de novembre de 2006 | Kitt Peak            | Spacewatch             |
| 332309             | 2006 VB101             | 11 de novembre de 2006 | Catalina             | CSS                    |
| 332310             | 2006 VL123             | 14 de novembre de 2006 | Kitt Peak            | Spacewatch             |
| 332311             | 2006 VZ153             | 8 de novembre de 2006  | Palomar              | NEAT                   |
| 332312             | 2006 WM2               | 18 de novembre de 2006 | Socorro              | LINEAR                 |
| 332313             | 2006 WV5               | 16 de novembre de 2006 | Kitt Peak            | Spacewatch             |
| 332314             | 2006 WT6               | 16 de novembre de 2006 | Kitt Peak            | Spacewatch             |
| 332315             | 2006 WS13              | 16 de novembre de 2006 | Mount Lemmon         | Mt. Lemmon Survey      |
| 332316             | 2006 WE15              | 16 de novembre de 2006 | Catalina             | CSS                    |
| 332317             | 2006 WH40              | 16 de novembre de 2006 | Kitt Peak            | Spacewatch             |
| 332318             | 2006 WU62              | 17 de novembre de 2006 | Mount Lemmon         | Mt. Lemmon Survey      |
| 332319             | 2006 WO64              | 17 de novembre de 2006 | Mount Lemmon         | Mt. Lemmon Survey      |
| 332320             | 2006 WA87              | 18 de novembre de 2006 | Socorro              | LINEAR                 |
| 332321             | 2006 WZ92              | 19 de novembre de 2006 | Kitt Peak            | Spacewatch             |
| 332322             | 2006 WS120             | 18 de desembre de 2001 | Socorro              | LINEAR                 |
| 332323             | 2006 XF27              | 12 de desembre de 2006 | Kitt Peak            | Spacewatch             |
| 332324 Bobmcdonald | 2006 XN67              | 12 de desembre de 2006 | Mauna Kea            | D. D. Balam            |
| 332325             | 2006 XA69              | 12 de desembre de 2006 | Mount Lemmon         | Mt. Lemmon Survey      |
| 332326 Aresi       | 2006 YK19              | 27 de desembre de 2006 | Gnosca               | S. Sposetti            |
| 332327             | 2006 YD24              | 21 de desembre de 2006 | Kitt Peak            | Spacewatch             |
| 332328             | 2006 YK46              | 21 de desembre de 2006 | Mount Lemmon         | Mt. Lemmon Survey      |
| 332329             | 2006 YV53              | 27 de desembre de 2006 | Mount Lemmon         | Mt. Lemmon Survey      |
| 332330             | 2007 AC21              | 10 de gener de 2007    | Mount Lemmon         | Mt. Lemmon Survey      |
| 332331             | 2007 BL1               | 16 de gener de 2007    | Catalina             | CSS                    |
| 332332             | 2007 BM37              | 24 de gener de 2007    | Mount Lemmon         | Mt. Lemmon Survey      |
| 332333             | 2007 BE39              | 24 de gener de 2007    | Catalina             | CSS                    |
| 332334             | 2007 BY41              | 24 de gener de 2007    | Catalina             | CSS                    |
| 332335             | 2007 BP46              | 26 de gener de 2007    | Kitt Peak            | Spacewatch             |
| 332336             | 2007 BK56              | 24 de novembre de 2006 | Mount Lemmon         | Mt. Lemmon Survey      |
| 332337             | 2007 BS57              | 21 de desembre de 2006 | Mount Lemmon         | Mt. Lemmon Survey      |
| 332338             | 2007 BU68              | 27 de gener de 2007    | Mount Lemmon         | Mt. Lemmon Survey      |
| 332339             | 2007 CB20              | 6 de febrer de 2007    | Palomar              | NEAT                   |
| 332340             | 2007 CM36              | 6 de febrer de 2007    | Mount Lemmon         | Mt. Lemmon Survey      |
| 332341             | 2007 CG39              | 6 de febrer de 2007    | Mount Lemmon         | Mt. Lemmon Survey      |
| 332342             | 2007 CS62              | 15 de febrer de 2007   | Catalina             | CSS                    |
| 332343             | 2007 DE3               | 1 de maig de 2003      | Kitt Peak            | Spacewatch             |
| 332344             | 2007 DE6               | 17 de febrer de 2007   | Kitt Peak            | Spacewatch             |
| 332345             | 2007 DE13              | 16 de febrer de 2007   | Palomar              | NEAT                   |
| 332346             | 2007 DQ34              | 17 de febrer de 2007   | Kitt Peak            | Spacewatch             |
| 332347             | 2007 DV39              | 19 de febrer de 2007   | Kitt Peak            | Spacewatch             |
| 332348             | 2007 DQ47              | 21 de febrer de 2007   | Mount Lemmon         | Mt. Lemmon Survey      |
| 332349             | 2007 DK76              | 21 de febrer de 2007   | Kitt Peak            | Spacewatch             |
| 332350             | 2007 DR90              | 23 de febrer de 2007   | Kitt Peak            | Spacewatch             |
| 332351             | 2007 DY109             | 23 de febrer de 2007   | Kitt Peak            | Spacewatch             |
| 332352             | 2007 DY112             | 11 d'abril de 2003     | Kitt Peak            | Spacewatch             |
| 332353             | 2007 EU13              | 9 de març de 2007      | Palomar              | NEAT                   |
| 332354             | 2007 EN14              | 9 de març de 2007      | Catalina             | CSS                    |
| 332355             | 2007 EQ18              | 22 de febrer de 2007   | Catalina             | CSS                    |
| 332356             | 2007 EL19              | 27 de gener de 2007    | Kitt Peak            | Spacewatch             |
| 332357             | 2007 EO24              | 10 de març de 2007     | Mount Lemmon         | Mt. Lemmon Survey      |
| 332358             | 2007 EH29              | 9 de març de 2007      | Kitt Peak            | Spacewatch             |
| 332359             | 2007 ES29              | 9 de març de 2007      | Kitt Peak            | Spacewatch             |
| 332360             | 2007 EA45              | 9 de març de 2007      | Palomar              | NEAT                   |
| 332361             | 2007 EL60              | 10 de març de 2007     | Kitt Peak            | Spacewatch             |
| 332362             | 2007 EG68              | 10 de març de 2007     | Kitt Peak            | Spacewatch             |
| 332363             | 2007 EC91              | 9 de març de 2007      | Palomar              | NEAT                   |
| 332364             | 2007 EF98              | 11 de març de 2007     | Kitt Peak            | Spacewatch             |
| 332365             | 2007 EX104             | 11 de març de 2007     | Mount Lemmon         | Mt. Lemmon Survey      |
| 332366             | 2007 EL132             | 9 de març de 2007      | Mount Lemmon         | Mt. Lemmon Survey      |
| 332367             | 2007 EP133             | 9 de març de 2007      | Mount Lemmon         | Mt. Lemmon Survey      |
| 332368             | 2007 ED153             | 12 de març de 2007     | Mount Lemmon         | Mt. Lemmon Survey      |
| 332369             | 2007 ER161             | 15 de març de 2007     | Mount Lemmon         | Mt. Lemmon Survey      |
| 332370             | 2007 EO167             | 13 de març de 2007     | Catalina             | CSS                    |
| 332371             | 2007 EG172             | 14 de març de 2007     | Kitt Peak            | Spacewatch             |
| 332372             | 2007 EQ181             | 14 de març de 2007     | Kitt Peak            | Spacewatch             |
| 332373             | 2007 EF183             | 27 de gener de 2007    | Mount Lemmon         | Mt. Lemmon Survey      |
| 332374             | 2007 EL193             | 14 de març de 2007     | Catalina             | CSS                    |
| 332375             | 2007 ER200             | 24 de novembre de 2006 | Mount Lemmon         | Mt. Lemmon Survey      |
| 332376             | 2007 EY200             | 11 de març de 2007     | Purple Mountain      | PMO NEO Survey Program |
| 332377             | 2007 EG217             | 10 de març de 2007     | Mount Lemmon         | Mt. Lemmon Survey      |
| 332378             | 2007 FC11              | 16 de març de 2007     | Kitt Peak            | Spacewatch             |
| 332379             | 2007 FJ18              | 23 de març de 2007     | Pla D'Arguines       | R. Ferrando            |
| 332380             | 2007 FA25              | 20 de març de 2007     | Kitt Peak            | Spacewatch             |
| 332381             | 2007 FF40              | 22 de novembre de 2005 | Kitt Peak            | Spacewatch             |
| 332382             | 2007 FC43              | 22 de març de 2007     | Siding Spring        | Siding Spring Survey   |
| 332383             | 2007 FU44              | 26 de març de 2007     | Kitt Peak            | Spacewatch             |
| 332384             | 2007 FT46              | 29 de març de 2007     | Kitt Peak            | Spacewatch             |
| 332385             | 2007 GO24              | 11 d'abril de 2007     | Kitt Peak            | Spacewatch             |
| 332386             | 2007 GF28              | 12 de març de 2007     | Catalina             | CSS                    |
| 332387             | 2007 GJ45              | 14 d'abril de 2007     | Kitt Peak            | Spacewatch             |
| 332388             | 2007 GL50              | 15 d'abril de 2007     | Socorro              | LINEAR                 |
| 332389             | 2007 GW52              | 14 d'abril de 2007     | Kitt Peak            | Spacewatch             |
| 332390             | 2007 HJ15              | 25 de desembre de 2005 | Kitt Peak            | Spacewatch             |
| 332391             | 2007 HK22              | 18 d'abril de 2007     | Kitt Peak            | Spacewatch             |
| 332392             | 2007 HV40              | 20 d'abril de 2007     | Kitt Peak            | Spacewatch             |
| 332393             | 2007 HP46              | 20 d'abril de 2007     | Kitt Peak            | Spacewatch             |
| 332394             | 2007 HB48              | 20 d'abril de 2007     | Kitt Peak            | Spacewatch             |
| 332395             | 2007 HR53              | 10 de novembre de 2004 | Kitt Peak            | Spacewatch             |
| 332396             | 2007 HD58              | 23 d'abril de 2007     | Catalina             | CSS                    |
| 332397             | 2007 JC12              | 7 de maig de 2007      | Kitt Peak            | Spacewatch             |
| 332398             | 2007 JL15              | 14 d'abril de 2007     | Kitt Peak            | Spacewatch             |
| 332399             | 2007 JV19              | 10 de maig de 2007     | Catalina             | CSS                    |
| 332400             | 2007 JE33              | 12 de maig de 2007     | Mount Lemmon         | Mt. Lemmon Survey      |

## 332401-332500
| Nom    | Designació provisional | Data de descobriment   | Lloc de descobriment | Descobridor/s          |
| ------ | ---------------------- | ---------------------- | -------------------- | ---------------------- |
| 332401 | 2007 JC38              | 12 de maig de 2007     | Mount Lemmon         | Mt. Lemmon Survey      |
| 332402 | 2007 LX12              | 9 de juny de 2007      | Kitt Peak            | Spacewatch             |
| 332403 | 2007 LY15              | 10 de juny de 2007     | Kitt Peak            | Spacewatch             |
| 332404 | 2007 LH23              | 13 de juny de 2007     | Kitt Peak            | Spacewatch             |
| 332405 | 2007 LM26              | 14 de juny de 2007     | Kitt Peak            | Spacewatch             |
| 332406 | 2007 LQ34              | 9 de juny de 2007      | Kitt Peak            | Spacewatch             |
| 332407 | 2007 MV6               | 18 de juny de 2007     | Kitt Peak            | Spacewatch             |
| 332408 | 2007 MM13              | 23 de juny de 2007     | Catalina             | CSS                    |
| 332409 | 2007 NH2               | 13 de juliol de 2007   | Andrushivka          | Andrushivka            |
| 332410 | 2007 OH1               | 17 de juliol de 2007   | Bergisch Gladbac     | W. Bickel              |
| 332411 | 2007 PJ6               | 8 d'agost de 2007      | Eskridge             | G. Hug                 |
| 332412 | 2007 PS23              | 12 d'agost de 2007     | Socorro              | LINEAR                 |
| 332413 | 2007 PF43              | 9 d'agost de 2007      | Socorro              | LINEAR                 |
| 332414 | 2007 QW9               | 22 d'agost de 2007     | Socorro              | LINEAR                 |
| 332415 | 2007 RO43              | 9 de setembre de 2007  | Kitt Peak            | Spacewatch             |
| 332416 | 2007 RO109             | 11 de setembre de 2007 | Kitt Peak            | Spacewatch             |
| 332417 | 2007 RG122             | 12 de setembre de 2007 | Catalina             | CSS                    |
| 332418 | 2007 RX182             | 12 de setembre de 2007 | Catalina             | CSS                    |
| 332419 | 2007 RY188             | 10 de setembre de 2007 | Catalina             | CSS                    |
| 332420 | 2007 RP269             | 15 de setembre de 2007 | Anderson Mesa        | LONEOS                 |
| 332421 | 2007 RP272             | 15 de setembre de 2007 | Kitt Peak            | Spacewatch             |
| 332422 | 2007 RN286             | 3 de setembre de 2007  | Vail-Jarnac          | Jarnac                 |
| 332423 | 2007 RE287             | 8 de setembre de 2007  | Anderson Mesa        | LONEOS                 |
| 332424 | 2007 RN310             | 5 de setembre de 2007  | Catalina             | CSS                    |
| 332425 | 2007 RY311             | 9 de setembre de 2007  | Anderson Mesa        | LONEOS                 |
| 332426 | 2007 SQ23              | 24 de setembre de 2007 | Kitt Peak            | Spacewatch             |
| 332427 | 2007 TV23              | 9 d'octubre de 2007    | Socorro              | LINEAR                 |
| 332428 | 2007 TJ74              | 10 d'octubre de 2007   | Purple Mountain      | PMO NEO Survey Program |
| 332429 | 2007 TW139             | 9 d'octubre de 2007    | Catalina             | CSS                    |
| 332430 | 2007 TL180             | 8 d'octubre de 2007    | Catalina             | CSS                    |
| 332431 | 2007 TZ196             | 8 d'octubre de 2007    | Kitt Peak            | Spacewatch             |
| 332432 | 2007 TL400             | 13 d'octubre de 2007   | Catalina             | CSS                    |
| 332433 | 2007 TV417             | 5 d'octubre de 2007    | Siding Spring        | Siding Spring Survey   |
| 332434 | 2007 UZ4               | 16 d'octubre de 2007   | Andrushivka          | Andrushivka            |
| 332435 | 2007 VE10              | 8 d'octubre de 2007    | Catalina             | CSS                    |
| 332436 | 2007 VR27              | 2 de novembre de 2007  | Mount Lemmon         | Mt. Lemmon Survey      |
| 332437 | 2007 VV48              | 9 d'octubre de 2007    | Kitt Peak            | Spacewatch             |
| 332438 | 2007 VA302             | 14 d'octubre de 2007   | Catalina             | CSS                    |
| 332439 | 2007 XJ34              | 13 de desembre de 2007 | Socorro              | LINEAR                 |
| 332440 | 2007 XO39              | 13 de desembre de 2007 | Socorro              | LINEAR                 |
| 332441 | 2007 XL52              | 6 de desembre de 2007  | Mount Lemmon         | Mt. Lemmon Survey      |
| 332442 | 2007 YQ8               | 16 de desembre de 2007 | Mount Lemmon         | Mt. Lemmon Survey      |
| 332443 | 2007 YO46              | 30 de desembre de 2007 | Mount Lemmon         | Mt. Lemmon Survey      |
| 332444 | 2007 YT55              | 14 de desembre de 2007 | Mount Lemmon         | Mt. Lemmon Survey      |
| 332445 | 2008 AU2               | 8 de novembre de 2007  | Mount Lemmon         | Mt. Lemmon Survey      |
| 332446 | 2008 AF4               | 10 de gener de 2008    | Socorro              | LINEAR                 |
| 332447 | 2008 AR16              | 10 de gener de 2008    | Kitt Peak            | Spacewatch             |
| 332448 | 2008 AJ37              | 10 de gener de 2008    | Kitt Peak            | Spacewatch             |
| 332449 | 2008 AC62              | 11 de gener de 2008    | Kitt Peak            | Spacewatch             |
| 332450 | 2008 BB14              | 19 de gener de 2008    | Mount Lemmon         | Mt. Lemmon Survey      |
| 332451 | 2008 BK23              | 31 de gener de 2008    | Mount Lemmon         | Mt. Lemmon Survey      |
| 332452 | 2008 CF12              | 3 de febrer de 2008    | Kitt Peak            | Spacewatch             |
| 332453 | 2008 CX14              | 3 de febrer de 2008    | Kitt Peak            | Spacewatch             |
| 332454 | 2008 CJ20              | 6 de febrer de 2008    | Catalina             | CSS                    |
| 332455 | 2008 CH37              | 2 de febrer de 2008    | Kitt Peak            | Spacewatch             |
| 332456 | 2008 CN44              | 2 de febrer de 2008    | Kitt Peak            | Spacewatch             |
| 332457 | 2008 CG69              | 8 de febrer de 2008    | Bergisch Gladbac     | W. Bickel              |
| 332458 | 2008 CW84              | 7 de febrer de 2008    | Kitt Peak            | Spacewatch             |
| 332459 | 2008 CM97              | 26 de febrer de 2004   | Kitt Peak            | M. W. Buie             |
| 332460 | 2008 CL118             | 3 de febrer de 2008    | Catalina             | CSS                    |
| 332461 | 2008 CD132             | 8 de febrer de 2008    | Kitt Peak            | Spacewatch             |
| 332462 | 2008 CR153             | 9 de febrer de 2008    | Kitt Peak            | Spacewatch             |
| 332463 | 2008 CC159             | 9 de febrer de 2008    | Catalina             | CSS                    |
| 332464 | 2008 CW163             | 10 de febrer de 2008   | Catalina             | CSS                    |
| 332465 | 2008 CG195             | 10 de febrer de 2008   | Kitt Peak            | Spacewatch             |
| 332466 | 2008 DV43              | 28 de febrer de 2008   | Kitt Peak            | Spacewatch             |
| 332467 | 2008 DL53              | 29 de febrer de 2008   | Mount Lemmon         | Mt. Lemmon Survey      |
| 332468 | 2008 DA56              | 28 de febrer de 2008   | Kitt Peak            | Spacewatch             |
| 332469 | 2008 DT69              | 29 de febrer de 2008   | Kitt Peak            | Spacewatch             |
| 332470 | 2008 DH81              | 27 de febrer de 2008   | Kitt Peak            | Spacewatch             |
| 332471 | 2008 DM81              | 27 de febrer de 2008   | Kitt Peak            | Spacewatch             |
| 332472 | 2008 DA89              | 28 de febrer de 2008   | Kitt Peak            | Spacewatch             |
| 332473 | 2008 EB51              | 6 de març de 2008      | Kitt Peak            | Spacewatch             |
| 332474 | 2008 EM59              | 9 de febrer de 2008    | Kitt Peak            | Spacewatch             |
| 332475 | 2008 ES73              | 7 de març de 2008      | Catalina             | CSS                    |
| 332476 | 2008 EY73              | 7 de març de 2008      | Kitt Peak            | Spacewatch             |
| 332477 | 2008 ED83              | 8 de març de 2008      | Socorro              | LINEAR                 |
| 332478 | 2008 EC96              | 6 de març de 2008      | Mount Lemmon         | Mt. Lemmon Survey      |
| 332479 | 2008 EL100             | 11 de març de 2008     | Catalina             | CSS                    |
| 332480 | 2008 EO108             | 7 de març de 2008      | Mount Lemmon         | Mt. Lemmon Survey      |
| 332481 | 2008 EN115             | 8 de març de 2008      | Kitt Peak            | Spacewatch             |
| 332482 | 2008 EQ122             | 9 de març de 2008      | Kitt Peak            | Spacewatch             |
| 332483 | 2008 EM128             | 11 de març de 2008     | Kitt Peak            | Spacewatch             |
| 332484 | 2008 ET133             | 11 de març de 2008     | Mount Lemmon         | Mt. Lemmon Survey      |
| 332485 | 2008 EP136             | 11 de març de 2008     | Kitt Peak            | Spacewatch             |
| 332486 | 2008 EB157             | 13 de març de 2008     | Kitt Peak            | Spacewatch             |
| 332487 | 2008 ES158             | 10 de març de 2008     | Kitt Peak            | Spacewatch             |
| 332488 | 2008 EY165             | 4 de març de 2008      | Mount Lemmon         | Mt. Lemmon Survey      |
| 332489 | 2008 FP18              | 27 de març de 2008     | Mount Lemmon         | Mt. Lemmon Survey      |
| 332490 | 2008 FJ20              | 27 de març de 2008     | Mount Lemmon         | Mt. Lemmon Survey      |
| 332491 | 2008 FU55              | 4 de març de 2008      | Kitt Peak            | Spacewatch             |
| 332492 | 2008 FK57              | 28 de març de 2008     | Mount Lemmon         | Mt. Lemmon Survey      |
| 332493 | 2008 FD60              | 29 de març de 2008     | Catalina             | CSS                    |
| 332494 | 2008 FY68              | 21 d'octubre de 2006   | Catalina             | CSS                    |
| 332495 | 2008 FQ73              | 30 de març de 2008     | Kitt Peak            | Spacewatch             |
| 332496 | 2008 FW73              | 30 de març de 2008     | Catalina             | CSS                    |
| 332497 | 2008 FQ103             | 30 de març de 2008     | Kitt Peak            | Spacewatch             |
| 332498 | 2008 FN110             | 31 de març de 2008     | Mount Lemmon         | Mt. Lemmon Survey      |
| 332499 | 2008 FG113             | 31 de març de 2008     | Kitt Peak            | Spacewatch             |
| 332500 | 2008 FQ115             | 31 de març de 2008     | Mount Lemmon         | Mt. Lemmon Survey      |

## 332501-332600
| Nom            | Designació provisional | Data de descobriment   | Lloc de descobriment | Descobridor/s          |
| -------------- | ---------------------- | ---------------------- | -------------------- | ---------------------- |
| 332501         | 2008 FE117             | 31 de març de 2008     | Kitt Peak            | Spacewatch             |
| 332502         | 2008 FO118             | 31 de març de 2008     | Kitt Peak            | Spacewatch             |
| 332503         | 2008 FZ127             | 28 de març de 2008     | Kitt Peak            | Spacewatch             |
| 332504         | 2008 FF128             | 28 de març de 2008     | Mount Lemmon         | Mt. Lemmon Survey      |
| 332505         | 2008 GX11              | 1 d'abril de 2008      | Kitt Peak            | Spacewatch             |
| 332506         | 2008 GV16              | 3 d'abril de 2008      | Mount Lemmon         | Mt. Lemmon Survey      |
| 332507         | 2008 GE51              | 9 de febrer de 2008    | Mount Lemmon         | Mt. Lemmon Survey      |
| 332508         | 2008 GA52              | 5 d'abril de 2008      | Mount Lemmon         | Mt. Lemmon Survey      |
| 332509         | 2008 GA82              | 8 d'abril de 2008      | Kitt Peak            | Spacewatch             |
| 332510         | 2008 GG82              | 8 d'abril de 2008      | Kitt Peak            | Spacewatch             |
| 332511         | 2008 GD87              | 10 d'abril de 2008     | Kitt Peak            | Spacewatch             |
| 332512         | 2008 GK102             | 10 d'abril de 2008     | Kitt Peak            | Spacewatch             |
| 332513         | 2008 GE107             | 8 de juliol de 2005    | Kitt Peak            | Spacewatch             |
| 332514         | 2008 GX143             | 1 d'abril de 2008      | Mount Lemmon         | Mt. Lemmon Survey      |
| 332515         | 2008 GS145             | 11 d'abril de 2008     | Socorro              | LINEAR                 |
| 332516         | 2008 HB14              | 11 de maig de 2000     | Kitt Peak            | Spacewatch             |
| 332517         | 2008 JB4               | 1 de maig de 2008      | Catalina             | CSS                    |
| 332518         | 2008 JK13              | 4 de maig de 2008      | Mount Lemmon         | Mt. Lemmon Survey      |
| 332519         | 2008 JG26              | 4 de novembre de 2005  | Mount Lemmon         | Mt. Lemmon Survey      |
| 332520         | 2008 JJ36              | 3 de maig de 2008      | Mount Lemmon         | Mt. Lemmon Survey      |
| 332521         | 2008 KB28              | 15 de maig de 2008     | Mount Lemmon         | Mt. Lemmon Survey      |
| 332522         | 2008 KB35              | 27 de maig de 2008     | Kitt Peak            | Spacewatch             |
| 332523         | 2008 KD41              | 30 de maig de 2008     | Kitt Peak            | Spacewatch             |
| 332524         | 2008 LP4               | 29 de maig de 2008     | Kitt Peak            | Spacewatch             |
| 332525         | 2008 LB6               | 3 de juny de 2008      | Kitt Peak            | Spacewatch             |
| 332526         | 2008 LK8               | 6 de juny de 2008      | Kitt Peak            | Spacewatch             |
| 332527         | 2008 NZ4               | 2 de juliol de 2008    | Kitt Peak            | Spacewatch             |
| 332528         | 2008 NE5               | 11 de juliol de 2008   | Siding Spring        | Siding Spring Survey   |
| 332529         | 2008 OJ3               | 27 de juliol de 2008   | Bisei SG Center      | BATTeRS                |
| 332530 Canders | 2008 OS18              | 29 de juliol de 2008   | Baldone              | K. Cernis, I. Eglitis  |
| 332531         | 2008 OP19              | 29 de juliol de 2008   | Kitt Peak            | Spacewatch             |
| 332532         | 2008 OU19              | 29 de juliol de 2008   | Kitt Peak            | Spacewatch             |
| 332533         | 2008 OS23              | 30 de juliol de 2008   | Mount Lemmon         | Mt. Lemmon Survey      |
| 332534         | 2008 OW24              | 30 de juliol de 2008   | Catalina             | CSS                    |
| 332535         | 2008 PJ2               | 2 d'agost de 2008      | La Sagra             | La Sagra               |
| 332536         | 2008 PX7               | 7 de juny de 2008      | Catalina             | CSS                    |
| 332537         | 2008 PD11              | 6 d'agost de 2008      | Marly                | P. Kocher              |
| 332538         | 2008 PJ17              | 10 d'agost de 2008     | Crni Vrh             | Crni Vrh               |
| 332539         | 2008 PN20              | 2 d'agost de 2008      | Siding Spring        | Siding Spring Survey   |
| 332540         | 2008 PN21              | 6 d'agost de 2008      | Siding Spring        | Siding Spring Survey   |
| 332541         | 2008 QG6               | 25 d'agost de 2008     | Dauban               | F. Kugel               |
| 332542         | 2008 QT8               | 25 d'agost de 2008     | La Sagra             | La Sagra               |
| 332543         | 2008 QE10              | 26 d'agost de 2008     | La Sagra             | La Sagra               |
| 332544         | 2008 QX10              | 26 d'agost de 2008     | La Sagra             | La Sagra               |
| 332545         | 2008 QM15              | 27 d'agost de 2008     | Altschwendt          | W. Ries                |
| 332546         | 2008 QH16              | 28 d'agost de 2008     | Hibiscus             | S. F. Hoenig, N. Teamo |
| 332547         | 2008 QV20              | 26 d'agost de 2008     | Socorro              | LINEAR                 |
| 332548         | 2008 QP24              | 29 d'agost de 2008     | Dauban               | F. Kugel               |
| 332549         | 2008 QH32              | 30 d'agost de 2008     | Socorro              | LINEAR                 |
| 332550         | 2008 QJ41              | 21 d'agost de 2008     | Kitt Peak            | Spacewatch             |
| 332551         | 2008 RA                | 1 de setembre de 2008  | La Sagra             | La Sagra               |
| 332552         | 2008 RM1               | 3 de setembre de 2008  | Hibiscus             | J. C. Pelle            |
| 332553         | 2008 RY3               | 2 de setembre de 2008  | Kitt Peak            | Spacewatch             |
| 332554         | 2008 RX21              | 2 de setembre de 2008  | La Sagra             | La Sagra               |
| 332555         | 2008 RH26              | 9 de setembre de 2008  | Catalina             | CSS                    |
| 332556         | 2008 RB29              | 2 de setembre de 2008  | Kitt Peak            | Spacewatch             |
| 332557         | 2008 RA45              | 2 de setembre de 2008  | Kitt Peak            | Spacewatch             |
| 332558         | 2008 RE51              | 3 de setembre de 2008  | Kitt Peak            | Spacewatch             |
| 332559         | 2008 RT98              | 8 de setembre de 2008  | Dauban               | F. Kugel               |
| 332560         | 2008 RO100             | 4 de setembre de 2008  | Kitt Peak            | Spacewatch             |
| 332561         | 2008 RT102             | 4 de setembre de 2008  | Kitt Peak            | Spacewatch             |
| 332562         | 2008 RH104             | 5 de setembre de 2008  | Kitt Peak            | Spacewatch             |
| 332563         | 2008 RO113             | 5 de setembre de 2008  | Kitt Peak            | Spacewatch             |
| 332564         | 2008 RB117             | 7 de setembre de 2008  | Mount Lemmon         | Mt. Lemmon Survey      |
| 332565         | 2008 RT117             | 9 de setembre de 2008  | Kitt Peak            | Spacewatch             |
| 332566         | 2008 RY129             | 6 de setembre de 2008  | Catalina             | CSS                    |
| 332567         | 2008 RA132             | 6 de setembre de 2008  | Catalina             | CSS                    |
| 332568         | 2008 RW133             | 12 d'agost de 2008     | La Sagra             | La Sagra               |
| 332569         | 2008 SH                | 18 de setembre de 2008 | Sandlot              | G. Hug                 |
| 332570         | 2008 SN12              | 24 de setembre de 2008 | Goodricke-Pigott     | R. A. Tucker           |
| 332571         | 2008 SX38              | 20 de setembre de 2008 | Kitt Peak            | Spacewatch             |
| 332572         | 2008 SM45              | 20 de setembre de 2008 | Kitt Peak            | Spacewatch             |
| 332573         | 2008 SZ51              | 20 de setembre de 2008 | Mount Lemmon         | Mt. Lemmon Survey      |
| 332574         | 2008 SR53              | 20 de setembre de 2008 | Mount Lemmon         | Mt. Lemmon Survey      |
| 332575         | 2008 SU55              | 20 de setembre de 2008 | Kitt Peak            | Spacewatch             |
| 332576         | 2008 SD67              | 21 de setembre de 2008 | Mount Lemmon         | Mt. Lemmon Survey      |
| 332577         | 2008 SB73              | 22 de setembre de 2008 | Kitt Peak            | Spacewatch             |
| 332578         | 2008 SM80              | 23 de setembre de 2008 | Catalina             | CSS                    |
| 332579         | 2008 SD82              | 22 de setembre de 2008 | Kitt Peak            | Spacewatch             |
| 332580         | 2008 SY83              | 24 de setembre de 2008 | Dauban               | F. Kugel               |
| 332581         | 2008 SG93              | 21 de setembre de 2008 | Kitt Peak            | Spacewatch             |
| 332582         | 2008 SO97              | 21 de setembre de 2008 | Kitt Peak            | Spacewatch             |
| 332583         | 2008 SL98              | 9 de setembre de 2008  | Mount Lemmon         | Mt. Lemmon Survey      |
| 332584         | 2008 SQ128             | 22 de setembre de 2008 | Kitt Peak            | Spacewatch             |
| 332585         | 2008 SK143             | 24 de setembre de 2008 | Mount Lemmon         | Mt. Lemmon Survey      |
| 332586         | 2008 SS149             | 29 de setembre de 2008 | Dauban               | F. Kugel               |
| 332587         | 2008 SF151             | 28 de setembre de 2008 | Dauban               | F. Kugel               |
| 332588         | 2008 SC153             | 22 de setembre de 2008 | Socorro              | LINEAR                 |
| 332589         | 2008 SU165             | 28 de setembre de 2008 | Socorro              | LINEAR                 |
| 332590         | 2008 SD170             | 21 de setembre de 2008 | Mount Lemmon         | Mt. Lemmon Survey      |
| 332591         | 2008 SP174             | 22 de setembre de 2008 | Catalina             | CSS                    |
| 332592         | 2008 SR174             | 22 de setembre de 2008 | Catalina             | CSS                    |
| 332593         | 2008 SH177             | 23 de setembre de 2008 | Mount Lemmon         | Mt. Lemmon Survey      |
| 332594         | 2008 SE185             | 24 de setembre de 2008 | Kitt Peak            | Spacewatch             |
| 332595         | 2008 SD201             | 26 de setembre de 2008 | Kitt Peak            | Spacewatch             |
| 332596         | 2008 SQ223             | 25 de setembre de 2008 | Mount Lemmon         | Mt. Lemmon Survey      |
| 332597         | 2008 SK229             | 28 de setembre de 2008 | Mount Lemmon         | Mt. Lemmon Survey      |
| 332598         | 2008 SL234             | 28 de setembre de 2008 | Mount Lemmon         | Mt. Lemmon Survey      |
| 332599         | 2008 SH251             | 24 de setembre de 2008 | Kitt Peak            | Spacewatch             |
| 332600         | 2008 SZ252             | 21 de setembre de 2008 | Kitt Peak            | Spacewatch             |

## 332601-332700
| Nom    | Designació provisional | Data de descobriment   | Lloc de descobriment | Descobridor/s        |
| ------ | ---------------------- | ---------------------- | -------------------- | -------------------- |
| 332601 | 2008 SW258             | 23 de setembre de 2008 | Kitt Peak            | Spacewatch           |
| 332602 | 2008 SP264             | 25 de setembre de 2008 | Kitt Peak            | Spacewatch           |
| 332603 | 2008 SW276             | 24 de setembre de 2008 | Mount Lemmon         | Mt. Lemmon Survey    |
| 332604 | 2008 SF282             | 28 de setembre de 2008 | Mount Lemmon         | Mt. Lemmon Survey    |
| 332605 | 2008 SW285             | 21 de setembre de 2008 | Kitt Peak            | Spacewatch           |
| 332606 | 2008 SC287             | 23 de setembre de 2008 | Kitt Peak            | Spacewatch           |
| 332607 | 2008 SO291             | 23 de setembre de 2008 | Kitt Peak            | Spacewatch           |
| 332608 | 2008 TH6               | 3 d'octubre de 2008    | La Sagra             | La Sagra             |
| 332609 | 2008 TR6               | 3 d'octubre de 2008    | La Sagra             | La Sagra             |
| 332610 | 2008 TA12              | 1 d'octubre de 2008    | Mount Lemmon         | Mt. Lemmon Survey    |
| 332611 | 2008 TG15              | 1 d'octubre de 2003    | Kitt Peak            | Spacewatch           |
| 332612 | 2008 TF16              | 1 d'octubre de 2008    | Mount Lemmon         | Mt. Lemmon Survey    |
| 332613 | 2008 TF33              | 1 d'octubre de 2008    | Kitt Peak            | Spacewatch           |
| 332614 | 2008 TP36              | 1 d'octubre de 2008    | Mount Lemmon         | Mt. Lemmon Survey    |
| 332615 | 2008 TT50              | 2 d'octubre de 2008    | Kitt Peak            | Spacewatch           |
| 332616 | 2008 TM61              | 2 d'octubre de 2008    | Kitt Peak            | Spacewatch           |
| 332617 | 2008 TZ91              | 4 d'octubre de 2008    | Catalina             | CSS                  |
| 332618 | 2008 TX97              | 6 d'octubre de 2008    | Kitt Peak            | Spacewatch           |
| 332619 | 2008 TO98              | 6 d'octubre de 2008    | Kitt Peak            | Spacewatch           |
| 332620 | 2008 TP104             | 6 d'octubre de 2008    | Kitt Peak            | Spacewatch           |
| 332621 | 2008 TW105             | 6 d'octubre de 2008    | Kitt Peak            | Spacewatch           |
| 332622 | 2008 TK111             | 6 d'octubre de 2008    | Catalina             | CSS                  |
| 332623 | 2008 TY111             | 6 d'octubre de 2008    | Catalina             | CSS                  |
| 332624 | 2008 TJ112             | 6 d'octubre de 2008    | Catalina             | CSS                  |
| 332625 | 2008 TC113             | 6 d'octubre de 2008    | Kitt Peak            | Spacewatch           |
| 332626 | 2008 TU118             | 14 de febrer de 2005   | Catalina             | CSS                  |
| 332627 | 2008 TF131             | 8 d'octubre de 2008    | Mount Lemmon         | Mt. Lemmon Survey    |
| 332628 | 2008 TT132             | 8 d'octubre de 2008    | Mount Lemmon         | Mt. Lemmon Survey    |
| 332629 | 2008 TK138             | 23 de setembre de 2008 | Kitt Peak            | Spacewatch           |
| 332630 | 2008 TT157             | 4 d'octubre de 2008    | Catalina             | CSS                  |
| 332631 | 2008 TF184             | 6 d'octubre de 2008    | Socorro              | LINEAR               |
| 332632 | 2008 UO1               | 22 d'octubre de 2008   | Vallemare Borbon     | V. S. Casulli        |
| 332633 | 2008 UK4               | 24 d'octubre de 2008   | Tzec Maun            | E. Schwab            |
| 332634 | 2008 UM4               | 24 d'octubre de 2008   | Sierra Stars         | F. Tozzi             |
| 332635 | 2008 UB18              | 18 d'octubre de 2008   | Kitt Peak            | Spacewatch           |
| 332636 | 2008 UR27              | 20 d'octubre de 2008   | Kitt Peak            | Spacewatch           |
| 332637 | 2008 UJ58              | 21 d'octubre de 2008   | Kitt Peak            | Spacewatch           |
| 332638 | 2008 UD71              | 21 d'octubre de 2008   | Kitt Peak            | Spacewatch           |
| 332639 | 2008 UG79              | 22 d'octubre de 2008   | Kitt Peak            | Spacewatch           |
| 332640 | 2008 UD83              | 22 d'octubre de 2008   | Mount Lemmon         | Mt. Lemmon Survey    |
| 332641 | 2008 UK91              | 27 d'octubre de 2008   | Socorro              | LINEAR               |
| 332642 | 2008 UZ98              | 28 d'octubre de 2008   | Socorro              | LINEAR               |
| 332643 | 2008 UC106             | 21 d'octubre de 2008   | Kitt Peak            | Spacewatch           |
| 332644 | 2008 UV113             | 22 d'octubre de 2008   | Kitt Peak            | Spacewatch           |
| 332645 | 2008 UY126             | 22 d'octubre de 2008   | Kitt Peak            | Spacewatch           |
| 332646 | 2008 UJ128             | 22 d'octubre de 2008   | Kitt Peak            | Spacewatch           |
| 332647 | 2008 UF143             | 23 d'octubre de 2008   | Kitt Peak            | Spacewatch           |
| 332648 | 2008 UX194             | 26 d'octubre de 2008   | Kitt Peak            | Spacewatch           |
| 332649 | 2008 UM200             | 26 d'octubre de 2008   | Socorro              | LINEAR               |
| 332650 | 2008 UG203             | 28 d'octubre de 2008   | Socorro              | LINEAR               |
| 332651 | 2008 UF214             | 24 d'octubre de 2008   | Catalina             | CSS                  |
| 332652 | 2008 UR229             | 3 d'octubre de 2002    | Palomar              | NEAT                 |
| 332653 | 2008 UN255             | 27 d'octubre de 2008   | Mount Lemmon         | Mt. Lemmon Survey    |
| 332654 | 2008 UK353             | 24 d'octubre de 2008   | Kitt Peak            | Spacewatch           |
| 332655 | 2008 VF26              | 2 de novembre de 2008  | Catalina             | CSS                  |
| 332656 | 2008 VG51              | 4 de novembre de 2008  | Kitt Peak            | Spacewatch           |
| 332657 | 2008 VU74              | 3 de novembre de 2008  | Mount Lemmon         | Mt. Lemmon Survey    |
| 332658 | 2008 VD75              | 6 de novembre de 2008  | Catalina             | CSS                  |
| 332659 | 2008 WG7               | 17 de novembre de 2008 | Kitt Peak            | Spacewatch           |
| 332660 | 2008 WL7               | 17 de novembre de 2008 | Kitt Peak            | Spacewatch           |
| 332661 | 2008 WO7               | 17 de novembre de 2008 | Kitt Peak            | Spacewatch           |
| 332662 | 2008 WN18              | 17 de novembre de 2008 | Kitt Peak            | Spacewatch           |
| 332663 | 2008 WA55              | 19 de novembre de 2008 | Mount Lemmon         | Mt. Lemmon Survey    |
| 332664 | 2008 WB60              | 19 de novembre de 2008 | Socorro              | LINEAR               |
| 332665 | 2008 WM81              | 20 de novembre de 2008 | Kitt Peak            | Spacewatch           |
| 332666 | 2008 WO96              | 27 de novembre de 2008 | Charleston           | Charleston           |
| 332667 | 2008 WB103             | 31 de juliol de 2008   | Mount Lemmon         | Mt. Lemmon Survey    |
| 332668 | 2008 YX1               | 19 de desembre de 2008 | Socorro              | LINEAR               |
| 332669 | 2008 YH108             | 29 de desembre de 2008 | Kitt Peak            | Spacewatch           |
| 332670 | 2009 AR23              | 13 d'octubre de 1993   | Kitt Peak            | Spacewatch           |
| 332671 | 2009 AO46              | 10 de setembre de 2007 | Kitt Peak            | Spacewatch           |
| 332672 | 2009 BJ29              | 11 d'octubre de 2007   | Catalina             | CSS                  |
| 332673 | 2009 BV38              | 16 de gener de 2009    | Kitt Peak            | Spacewatch           |
| 332674 | 2009 BC44              | 16 de gener de 2009    | Kitt Peak            | Spacewatch           |
| 332675 | 2009 BS138             | 11 de setembre de 2007 | Mount Lemmon         | Mt. Lemmon Survey    |
| 332676 | 2009 BK151             | 29 de gener de 2009    | Mount Lemmon         | Mt. Lemmon Survey    |
| 332677 | 2009 BE171             | 10 d'octubre de 2007   | Kitt Peak            | Spacewatch           |
| 332678 | 2009 CW21              | 1 de febrer de 2009    | Kitt Peak            | Spacewatch           |
| 332679 | 2009 CK43              | 14 de febrer de 2009   | Kitt Peak            | Spacewatch           |
| 332680 | 2009 DR51              | 18 de novembre de 2003 | Kitt Peak            | Spacewatch           |
| 332681 | 2009 DL120             | 4 de setembre de 2007  | Mount Lemmon         | Mt. Lemmon Survey    |
| 332682 | 2009 DO141             | 10 d'octubre de 2007   | Catalina             | CSS                  |
| 332683 | 2009 DL142             | 20 de febrer de 2009   | Kitt Peak            | Spacewatch           |
| 332684 | 2009 FT56              | 20 de febrer de 2009   | Siding Spring        | Siding Spring Survey |
| 332685 | 2009 HH36              | 19 d'abril de 2009     | Kitt Peak            | Spacewatch           |
| 332686 | 2009 OL2               | 19 de juliol de 2009   | La Sagra             | La Sagra             |
| 332687 | 2009 OV2               | 19 de juliol de 2009   | Siding Spring        | Siding Spring Survey |
| 332688 | 2009 OS24              | 27 de juliol de 2009   | Catalina             | CSS                  |
| 332689 | 2009 PR17              | 2 d'agost de 2009      | Siding Spring        | Siding Spring Survey |
| 332690 | 2009 PZ17              | 15 d'agost de 2009     | Catalina             | CSS                  |
| 332691 | 2009 QP7               | 18 d'agost de 2009     | Crni Vrh             | Crni Vrh             |
| 332692 | 2009 QQ30              | 21 d'agost de 2009     | Socorro              | LINEAR               |
| 332693 | 2009 QO45              | 28 d'agost de 2009     | Catalina             | CSS                  |
| 332694 | 2009 QM56              | 19 d'agost de 2009     | Kitt Peak            | Spacewatch           |
| 332695 | 2009 RM1               | 10 de setembre de 2009 | La Sagra             | La Sagra             |
| 332696 | 2009 RM19              | 14 de setembre de 2009 | La Sagra             | La Sagra             |
| 332697 | 2009 RO19              | 14 de setembre de 2009 | La Sagra             | La Sagra             |
| 332698 | 2009 RG21              | 4 d'octubre de 2006    | Mount Lemmon         | Mt. Lemmon Survey    |
| 332699 | 2009 RR22              | 15 de setembre de 2009 | Kitt Peak            | Spacewatch           |
| 332700 | 2009 RB30              | 14 de setembre de 2009 | Kitt Peak            | Spacewatch           |

## 332701-332800
| Nom                | Designació provisional | Data de descobriment   | Lloc de descobriment | Descobridor/s          |
| ------------------ | ---------------------- | ---------------------- | -------------------- | ---------------------- |
| 332701             | 2009 RG35              | 14 de setembre de 2009 | Kitt Peak            | Spacewatch             |
| 332702             | 2009 RS41              | 15 de setembre de 2009 | Kitt Peak            | Spacewatch             |
| 332703             | 2009 RV51              | 15 de setembre de 2009 | Kitt Peak            | Spacewatch             |
| 332704             | 2009 RV55              | 29 d'octubre de 2005   | Mount Lemmon         | Mt. Lemmon Survey      |
| 332705             | 2009 RA56              | 15 de setembre de 2009 | Kitt Peak            | Spacewatch             |
| 332706 Karlheidlas | 2009 RW57              | 13 de setembre de 2009 | ESA OGS              | ESA OGS                |
| 332707             | 2009 RR70              | 12 de setembre de 2009 | Kitt Peak            | Spacewatch             |
| 332708             | 2009 SE35              | 16 de setembre de 2009 | Kitt Peak            | Spacewatch             |
| 332709             | 2009 SR53              | 17 de setembre de 2009 | Catalina             | CSS                    |
| 332710             | 2009 SW73              | 17 de setembre de 2009 | Kitt Peak            | Spacewatch             |
| 332711             | 2009 SE77              | 17 de setembre de 2009 | Kitt Peak            | Spacewatch             |
| 332712             | 2009 SF80              | 11 d'abril de 2005     | Mount Lemmon         | Mt. Lemmon Survey      |
| 332713             | 2009 SL83              | 18 de setembre de 2009 | Mount Lemmon         | Mt. Lemmon Survey      |
| 332714             | 2009 SS100             | 18 de setembre de 2009 | Kitt Peak            | Spacewatch             |
| 332715             | 2009 SX138             | 18 de setembre de 2009 | Mount Lemmon         | Mt. Lemmon Survey      |
| 332716             | 2009 SO140             | 19 de setembre de 2009 | Kitt Peak            | Spacewatch             |
| 332717             | 2009 SJ171             | 28 de setembre de 2009 | Wildberg             | R. Apitzsch            |
| 332718             | 2009 SV176             | 19 de setembre de 2009 | Purple Mountain      | PMO NEO Survey Program |
| 332719             | 2009 SL213             | 23 de setembre de 2009 | Catalina             | CSS                    |
| 332720             | 2009 ST213             | 15 de setembre de 2009 | Kitt Peak            | Spacewatch             |
| 332721             | 2009 SA225             | 25 de setembre de 2009 | Kitt Peak            | Spacewatch             |
| 332722             | 2009 ST233             | 22 de setembre de 2009 | Mount Lemmon         | Mt. Lemmon Survey      |
| 332723             | 2009 SB262             | 23 de setembre de 2009 | Kitt Peak            | Spacewatch             |
| 332724             | 2009 SR273             | 25 de setembre de 2009 | Kitt Peak            | Spacewatch             |
| 332725             | 2009 SZ274             | 25 de setembre de 2009 | Kitt Peak            | Spacewatch             |
| 332726             | 2009 SF276             | 12 de març de 2008     | Kitt Peak            | Spacewatch             |
| 332727             | 2009 SX282             | 25 de setembre de 2009 | Kitt Peak            | Spacewatch             |
| 332728             | 2009 SD283             | 25 de setembre de 2009 | Kitt Peak            | Spacewatch             |
| 332729             | 2009 SO283             | 25 de setembre de 2009 | Kitt Peak            | Spacewatch             |
| 332730             | 2009 SG289             | 25 de setembre de 2009 | Kitt Peak            | Spacewatch             |
| 332731             | 2009 SX315             | 19 de setembre de 2009 | Kitt Peak            | Spacewatch             |
| 332732             | 2009 SZ319             | 20 de setembre de 2009 | Kitt Peak            | Spacewatch             |
| 332733 Drolshagen  | 2009 SV321             | 21 de setembre de 2009 | La Sagra             | La Sagra               |
| 332734             | 2009 SY327             | 26 de setembre de 2009 | Kitt Peak            | Spacewatch             |
| 332735             | 2009 SX334             | 11 d'abril de 2007     | Kitt Peak            | Spacewatch             |
| 332736             | 2009 ST339             | 22 de setembre de 2009 | Mount Lemmon         | Mt. Lemmon Survey      |
| 332737             | 2009 SC348             | 17 de setembre de 2009 | Kitt Peak            | Spacewatch             |
| 332738             | 2009 SS349             | 30 de setembre de 2009 | Mount Lemmon         | Mt. Lemmon Survey      |
| 332739             | 2009 SL352             | 20 de setembre de 2009 | Mount Lemmon         | Mt. Lemmon Survey      |
| 332740             | 2009 TT3               | 10 d'octubre de 2009   | La Sagra             | La Sagra               |
| 332741             | 2009 TU3               | 26 de setembre de 1998 | Socorro              | LINEAR                 |
| 332742             | 2009 TL10              | 9 d'octubre de 2009    | Catalina             | CSS                    |
| 332743             | 2009 TY13              | 10 d'octubre de 2009   | La Sagra             | La Sagra               |
| 332744             | 2009 TV14              | 14 d'octubre de 2009   | La Sagra             | La Sagra               |
| 332745             | 2009 TZ19              | 11 d'octubre de 2009   | Mount Lemmon         | Mt. Lemmon Survey      |
| 332746             | 2009 TW20              | 11 d'octubre de 2009   | La Sagra             | La Sagra               |
| 332747             | 2009 TM23              | 14 d'octubre de 2009   | La Sagra             | La Sagra               |
| 332748             | 2009 TF27              | 14 d'octubre de 2009   | La Sagra             | La Sagra               |
| 332749             | 2009 TN27              | 15 de desembre de 2006 | Mount Lemmon         | Mt. Lemmon Survey      |
| 332750             | 2009 TY27              | 15 d'octubre de 2009   | La Sagra             | La Sagra               |
| 332751             | 2009 TV46              | 12 d'octubre de 2009   | La Sagra             | La Sagra               |
| 332752             | 2009 TO47              | 15 d'octubre de 2009   | Kitt Peak            | Spacewatch             |
| 332753             | 2009 TT47              | 2 d'octubre de 2009    | Mount Lemmon         | Mt. Lemmon Survey      |
| 332754             | 2009 UY8               | 16 d'octubre de 2009   | Mount Lemmon         | Mt. Lemmon Survey      |
| 332755             | 2009 UO17              | 20 d'octubre de 2009   | Bisei SG Center      | BATTeRS                |
| 332756             | 2009 UW37              | 22 d'octubre de 2009   | Mount Lemmon         | Mt. Lemmon Survey      |
| 332757             | 2009 UN46              | 18 d'octubre de 2009   | Mount Lemmon         | Mt. Lemmon Survey      |
| 332758             | 2009 UM70              | 25 d'octubre de 2005   | Kitt Peak            | Spacewatch             |
| 332759             | 2009 UB77              | 21 d'octubre de 2009   | Mount Lemmon         | Mt. Lemmon Survey      |
| 332760             | 2009 UQ81              | 12 de gener de 2005    | Uccle                | T. Pauwels             |
| 332761             | 2009 UK84              | 23 d'octubre de 2009   | Mount Lemmon         | Mt. Lemmon Survey      |
| 332762             | 2009 US84              | 23 d'octubre de 2009   | Mount Lemmon         | Mt. Lemmon Survey      |
| 332763             | 2009 UY84              | 23 d'octubre de 2009   | Mount Lemmon         | Mt. Lemmon Survey      |
| 332764             | 2009 UQ86              | 24 d'octubre de 2009   | Catalina             | CSS                    |
| 332765             | 2009 UR91              | 18 d'octubre de 2009   | Catalina             | CSS                    |
| 332766             | 2009 UW102             | 24 d'octubre de 2009   | Catalina             | CSS                    |
| 332767             | 2009 UB112             | 24 d'octubre de 2009   | Kitt Peak            | Spacewatch             |
| 332768             | 2009 UJ136             | 21 d'octubre de 2009   | Catalina             | CSS                    |
| 332769             | 2009 UV137             | 22 d'octubre de 2009   | Catalina             | CSS                    |
| 332770             | 2009 UQ140             | 26 d'octubre de 2009   | Kitt Peak            | Spacewatch             |
| 332771             | 2009 UG148             | 21 d'octubre de 2009   | Mount Lemmon         | Mt. Lemmon Survey      |
| 332772             | 2009 VM                | 23 de febrer de 2007   | Kitt Peak            | Spacewatch             |
| 332773             | 2009 VQ12              | 8 de novembre de 2009  | Mount Lemmon         | Mt. Lemmon Survey      |
| 332774             | 2009 VM21              | 21 de febrer de 2007   | Mount Lemmon         | Mt. Lemmon Survey      |
| 332775             | 2009 VO24              | 11 de novembre de 2009 | Catalina             | CSS                    |
| 332776             | 2009 VY30              | 9 de novembre de 2009  | Mount Lemmon         | Mt. Lemmon Survey      |
| 332777             | 2009 VU32              | 9 de novembre de 2009  | Mount Lemmon         | Mt. Lemmon Survey      |
| 332778             | 2009 VK37              | 8 de novembre de 2009  | Kitt Peak            | Spacewatch             |
| 332779             | 2009 VX37              | 8 de novembre de 2009  | Kitt Peak            | Spacewatch             |
| 332780             | 2009 VZ37              | 8 de novembre de 2009  | Kitt Peak            | Spacewatch             |
| 332781             | 2009 VF45              | 11 de novembre de 2009 | Socorro              | LINEAR                 |
| 332782             | 2009 VT47              | 9 de novembre de 2009  | Mount Lemmon         | Mt. Lemmon Survey      |
| 332783             | 2009 VC52              | 10 de novembre de 2009 | Kitt Peak            | Spacewatch             |
| 332784             | 2009 VR62              | 8 de novembre de 2009  | Kitt Peak            | Spacewatch             |
| 332785             | 2009 VG68              | 9 de novembre de 2009  | Kitt Peak            | Spacewatch             |
| 332786             | 2009 VA77              | 15 d'octubre de 2009   | La Sagra             | La Sagra               |
| 332787             | 2009 VS78              | 9 de novembre de 2009  | Catalina             | CSS                    |
| 332788             | 2009 VC81              | 14 de novembre de 2009 | La Sagra             | La Sagra               |
| 332789             | 2009 VT104             | 8 de novembre de 2009  | Catalina             | CSS                    |
| 332790             | 2009 WM2               | 14 de febrer de 2002   | Kitt Peak            | Spacewatch             |
| 332791             | 2009 WJ9               | 18 de novembre de 2009 | Socorro              | LINEAR                 |
| 332792             | 2009 WO22              | 18 de novembre de 2009 | Kitt Peak            | Spacewatch             |
| 332793             | 2009 WB28              | 16 de novembre de 2009 | Kitt Peak            | Spacewatch             |
| 332794             | 2009 WB38              | 17 de novembre de 2009 | Kitt Peak            | Spacewatch             |
| 332795             | 2009 WW41              | 17 de novembre de 2009 | Mount Lemmon         | Mt. Lemmon Survey      |
| 332796             | 2009 WD64              | 16 de novembre de 2009 | Mount Lemmon         | Mt. Lemmon Survey      |
| 332797             | 2009 WH64              | 16 de novembre de 2009 | Mount Lemmon         | Mt. Lemmon Survey      |
| 332798             | 2009 WR66              | 14 d'abril de 2007     | Mount Lemmon         | Mt. Lemmon Survey      |
| 332799             | 2009 WX70              | 18 de novembre de 2009 | Kitt Peak            | Spacewatch             |
| 332800             | 2009 WU73              | 3 de desembre de 2004  | Kitt Peak            | Spacewatch             |

## 332801-332900
| Nom    | Designació provisional | Data de descobriment   | Lloc de descobriment | Descobridor/s            |
| ------ | ---------------------- | ---------------------- | -------------------- | ------------------------ |
| 332801 | 2009 WF74              | 10 de novembre de 2009 | Kitt Peak            | Spacewatch               |
| 332802 | 2009 WD75              | 18 de novembre de 2009 | Kitt Peak            | Spacewatch               |
| 332803 | 2009 WP88              | 19 de novembre de 2009 | Kitt Peak            | Spacewatch               |
| 332804 | 2009 WP89              | 19 de novembre de 2009 | Kitt Peak            | Spacewatch               |
| 332805 | 2009 WO133             | 10 de novembre de 2009 | Kitt Peak            | Spacewatch               |
| 332806 | 2009 WQ150             | 19 de novembre de 2009 | Mount Lemmon         | Mt. Lemmon Survey        |
| 332807 | 2009 WT156             | 20 de novembre de 2009 | Mount Lemmon         | Mt. Lemmon Survey        |
| 332808 | 2009 WD162             | 8 de novembre de 2009  | Mount Lemmon         | Mt. Lemmon Survey        |
| 332809 | 2009 WR166             | 21 de novembre de 2009 | Mount Lemmon         | Mt. Lemmon Survey        |
| 332810 | 2009 WS167             | 23 de gener de 2006    | Kitt Peak            | Spacewatch               |
| 332811 | 2009 WR171             | 22 de novembre de 2009 | Mount Lemmon         | Mt. Lemmon Survey        |
| 332812 | 2009 WQ181             | 23 de novembre de 2009 | Mount Lemmon         | Mt. Lemmon Survey        |
| 332813 | 2009 WX187             | 16 de març de 2007     | Catalina             | CSS                      |
| 332814 | 2009 WE195             | 25 de novembre de 2009 | La Sagra             | La Sagra                 |
| 332815 | 2009 WV211             | 25 d'octubre de 2003   | Kitt Peak            | Spacewatch               |
| 332816 | 2009 WN228             | 15 de març de 2007     | Mount Lemmon         | Mt. Lemmon Survey        |
| 332817 | 2009 WC240             | 9 de setembre de 2002  | Haleakala            | NEAT                     |
| 332818 | 2009 WP250             | 23 de novembre de 2009 | Kitt Peak            | Spacewatch               |
| 332819 | 2009 WQ252             | 8 de novembre de 2009  | Mount Lemmon         | Mt. Lemmon Survey        |
| 332820 | 2009 WQ257             | 11 de novembre de 2004 | Kitt Peak            | Spacewatch               |
| 332821 | 2009 WU261             | 16 de novembre de 2009 | Mount Lemmon         | Mt. Lemmon Survey        |
| 332822 | 2009 WW261             | 17 de novembre de 2009 | Kitt Peak            | Spacewatch               |
| 332823 | 2009 WP263             | 21 de novembre de 2009 | Kitt Peak            | Spacewatch               |
| 332824 | 2009 XO16              | 15 de desembre de 2009 | Mount Lemmon         | Mt. Lemmon Survey        |
| 332825 | 2009 XZ16              | 15 de desembre de 2009 | Mount Lemmon         | Mt. Lemmon Survey        |
| 332826 | 2009 XG18              | 15 de desembre de 2009 | Mount Lemmon         | Mt. Lemmon Survey        |
| 332827 | 2009 YB15              | 18 de desembre de 2009 | Mount Lemmon         | Mt. Lemmon Survey        |
| 332828 | 2009 YN16              | 19 de desembre de 2009 | Kitt Peak            | Spacewatch               |
| 332829 | 2010 AU1               | 5 de gener de 2010     | Kitt Peak            | Spacewatch               |
| 332830 | 2010 AA9               | 6 de gener de 2010     | Kitt Peak            | Spacewatch               |
| 332831 | 2010 AD18              | 24 de novembre de 2003 | Kitt Peak            | Spacewatch               |
| 332832 | 2010 AT31              | 6 de gener de 2010     | Kitt Peak            | Spacewatch               |
| 332833 | 2010 AG43              | 24 de novembre de 2003 | Anderson Mesa        | LONEOS                   |
| 332834 | 2010 AP60              | 13 de gener de 2010    | Kachina              | J. Hobart                |
| 332835 | 2010 AJ65              | 11 de gener de 2010    | Kitt Peak            | Spacewatch               |
| 332836 | 2010 AT69              | 8 de desembre de 2004  | Socorro              | LINEAR                   |
| 332837 | 2010 AY74              | 6 de gener de 2010     | Socorro              | LINEAR                   |
| 332838 | 2010 AE79              | 13 de gener de 2010    | Desert Moon          | B. L. Stevens            |
| 332839 | 2010 CP55              | 12 de febrer de 2010   | Socorro              | LINEAR                   |
| 332840 | 2010 DZ59              | 25 de febrer de 2010   | WISE                 | WISE                     |
| 332841 | 2010 EA6               | 2 de març de 2010      | WISE                 | WISE                     |
| 332842 | 2010 EP12              | 23 d'octubre de 2008   | Kitt Peak            | Spacewatch               |
| 332843 | 2010 EP21              | 12 de febrer de 2004   | Kitt Peak            | Spacewatch               |
| 332844 | 2010 EW87              | 13 de març de 2010     | La Sagra             | La Sagra                 |
| 332845 | 2010 EP112             | 19 de març de 2001     | Kitt Peak            | Spacewatch               |
| 332846 | 2010 EW139             | 12 de desembre de 2004 | Kitt Peak            | Spacewatch               |
| 332847 | 2010 FA30              | 20 de desembre de 2004 | Mount Lemmon         | Mt. Lemmon Survey        |
| 332848 | 2010 GC97              | 18 de setembre de 2007 | Anderson Mesa        | LONEOS                   |
| 332849 | 2010 HS56              | 23 de juny de 2002     | La Palma             | A. Fitzsimmons           |
| 332850 | 2010 JK119             | 6 d'abril de 2005      | Kitt Peak            | Spacewatch               |
| 332851 | 2010 MO59              | 13 de gener de 2005    | Kitt Peak            | Spacewatch               |
| 332852 | 2010 RZ3               | 1 de setembre de 2010  | Bergisch Gladbac     | W. Bickel                |
| 332853 | 2010 RL44              | 17 de desembre de 2003 | Kitt Peak            | Spacewatch               |
| 332854 | 2010 RN71              | 8 de març de 2005      | Mount Lemmon         | Mt. Lemmon Survey        |
| 332855 | 2010 RX99              | 4 de maig de 2005      | Mauna Kea            | C. Veillet               |
| 332856 | 2010 SM34              | 3 de febrer de 2009    | Mount Lemmon         | Mt. Lemmon Survey        |
| 332857 | 2010 TJ169             | 24 de setembre de 2003 | Palomar              | NEAT                     |
| 332858 | 2010 TX176             | 28 de setembre de 2006 | Catalina             | CSS                      |
| 332859 | 2010 UT24              | 18 de març de 2004     | Kitt Peak            | Spacewatch               |
| 332860 | 2010 VY25              | 17 de desembre de 2007 | Mount Lemmon         | Mt. Lemmon Survey        |
| 332861 | 2010 VU90              | 16 de febrer de 2007   | Catalina             | CSS                      |
| 332862 | 2010 VS103             | 29 de novembre de 2003 | Kitt Peak            | Spacewatch               |
| 332863 | 2010 VE178             | 14 d'octubre de 2010   | Mount Lemmon         | Mt. Lemmon Survey        |
| 332864 | 2010 VK181             | 11 de novembre de 2010 | Mount Lemmon         | Mt. Lemmon Survey        |
| 332865 | 2010 VP191             | 4 d'octubre de 2002    | Apache Point         | Sloan Digital Sky Survey |
| 332866 | 2010 WG14              | 7 de febrer de 1999    | Kitt Peak            | Spacewatch               |
| 332867 | 2010 WE17              | 22 de setembre de 2003 | Kitt Peak            | Spacewatch               |
| 332868 | 2010 WM47              | 19 de novembre de 2003 | Kitt Peak            | Spacewatch               |
| 332869 | 2010 WN58              | 28 de setembre de 2006 | Kitt Peak            | Spacewatch               |
| 332870 | 2010 XP1               | 8 de novembre de 2010  | Mount Lemmon         | Mt. Lemmon Survey        |
| 332871 | 2010 XX16              | 27 de novembre de 2000 | Socorro              | LINEAR                   |
| 332872 | 2010 XX44              | 24 de gener de 2006    | Anderson Mesa        | LONEOS                   |
| 332873 | 2010 XG77              | 2 d'octubre de 2006    | Mount Lemmon         | Mt. Lemmon Survey        |
| 332874 | 2010 XN86              | 26 de novembre de 2003 | Kitt Peak            | Spacewatch               |
| 332875 | 2011 AC1               | 7 de desembre de 2005  | Catalina             | CSS                      |
| 332876 | 2011 AQ6               | 22 de febrer de 2007   | Kitt Peak            | Spacewatch               |
| 332877 | 2011 AL11              | 17 de setembre de 2004 | Anderson Mesa        | LONEOS                   |
| 332878 | 2011 AQ27              | 1 de maig de 2008      | Siding Spring        | Siding Spring Survey     |
| 332879 | 2011 AU27              | 27 de desembre de 2006 | Mount Lemmon         | Mt. Lemmon Survey        |
| 332880 | 2011 AL38              | 17 de novembre de 2006 | Mount Lemmon         | Mt. Lemmon Survey        |
| 332881 | 2011 AQ41              | 26 d'octubre de 2005   | Kitt Peak            | Spacewatch               |
| 332882 | 2011 AK48              | 17 de gener de 2007    | Kitt Peak            | Spacewatch               |
| 332883 | 2011 AA49              | 12 de gener de 2011    | Mount Lemmon         | Mt. Lemmon Survey        |
| 332884 | 2011 AG53              | 12 de febrer de 2010   | WISE                 | WISE                     |
| 332885 | 2011 AN53              | 1 de desembre de 2005  | Kitt Peak            | Spacewatch               |
| 332886 | 2011 AH54              | 9 de febrer de 2008    | Mount Lemmon         | Mt. Lemmon Survey        |
| 332887 | 2011 AJ55              | 15 de març de 2007     | Bergisch Gladbac     | W. Bickel                |
| 332888 | 2011 AW61              | 26 de febrer de 2007   | Mount Lemmon         | Mt. Lemmon Survey        |
| 332889 | 2011 AH74              | 16 de setembre de 2009 | Catalina             | CSS                      |
| 332890 | 2011 AT76              | 3 de juny de 2008      | Mount Lemmon         | Mt. Lemmon Survey        |
| 332891 | 2011 AU77              | 20 de març de 1999     | Apache Point         | Sloan Digital Sky Survey |
| 332892 | 2011 BC11              | 5 d'agost de 2005      | Palomar              | NEAT                     |
| 332893 | 2011 BP12              | 2 d'abril de 2006      | Anderson Mesa        | LONEOS                   |
| 332894 | 2011 BQ12              | 10 de març de 2002     | Haleakala            | NEAT                     |
| 332895 | 2011 BH13              | 8 de gener de 2011     | Mount Lemmon         | Mt. Lemmon Survey        |
| 332896 | 2011 BW13              | 20 de març de 2007     | Catalina             | CSS                      |
| 332897 | 2011 BB25              | 24 de gener de 2007    | Bergisch Gladbac     | W. Bickel                |
| 332898 | 2011 BM36              | 27 de febrer de 2007   | Kitt Peak            | Spacewatch               |
| 332899 | 2011 BQ38              | 2 d'octubre de 2009    | Mount Lemmon         | Mt. Lemmon Survey        |
| 332900 | 2011 BU44              | 25 de desembre de 2005 | Mount Lemmon         | Mt. Lemmon Survey        |

## 332901-333000
| Nom    | Designació provisional | Data de descobriment   | Lloc de descobriment | Descobridor/s            |
| ------ | ---------------------- | ---------------------- | -------------------- | ------------------------ |
| 332901 | 2011 BA51              | 22 de febrer de 2006   | Catalina             | CSS                      |
| 332902 | 2011 BS54              | 26 de març de 2003     | Palomar              | NEAT                     |
| 332903 | 2011 BA55              | 1 de novembre de 2005  | Palomar              | NEAT                     |
| 332904 | 2011 BD56              | 26 de març de 2003     | Palomar              | NEAT                     |
| 332905 | 2011 BQ63              | 14 de desembre de 2010 | Mount Lemmon         | Mt. Lemmon Survey        |
| 332906 | 2011 BM75              | 22 de febrer de 2004   | Kitt Peak            | Spacewatch               |
| 332907 | 2011 BP78              | 17 de maig de 2004     | Reedy Creek          | J. Broughton             |
| 332908 | 2011 BR79              | 19 de setembre de 1998 | Apache Point         | Sloan Digital Sky Survey |
| 332909 | 2011 BU84              | 18 de setembre de 1995 | Kitt Peak            | Spacewatch               |
| 332910 | 2011 BA93              | 22 de setembre de 2009 | Catalina             | CSS                      |
| 332911 | 2011 BD101             | 29 d'octubre de 2003   | Kitt Peak            | Spacewatch               |
| 332912 | 2011 BO103             | 20 de setembre de 2008 | Mount Lemmon         | Mt. Lemmon Survey        |
| 332913 | 2011 BX103             | 2 de març de 2006      | Kitt Peak            | Spacewatch               |
| 332914 | 2011 BR104             | 2 de setembre de 2000  | Anderson Mesa        | LONEOS                   |
| 332915 | 2011 BE112             | 26 de març de 2006     | Kitt Peak            | Spacewatch               |
| 332916 | 2011 BA113             | 17 de setembre de 2004 | Kitt Peak            | Spacewatch               |
| 332917 | 2011 BB116             | 25 de desembre de 2005 | Kitt Peak            | Spacewatch               |
| 332918 | 2011 CH1               | 23 d'octubre de 2003   | Apache Point         | Sloan Digital Sky Survey |
| 332919 | 2011 CY1               | 16 de setembre de 2009 | Catalina             | CSS                      |
| 332920 | 2011 CW5               | 31 de març de 2008     | Mount Lemmon         | Mt. Lemmon Survey        |
| 332921 | 2011 CE9               | 19 de novembre de 2006 | Kitt Peak            | Spacewatch               |
| 332922 | 2011 CN17              | 7 de gener de 2006     | Kitt Peak            | Spacewatch               |
| 332923 | 2011 CH20              | 12 d'octubre de 2009   | Mount Lemmon         | Mt. Lemmon Survey        |
| 332924 | 2011 CT26              | 21 de juny de 2007     | Mount Lemmon         | Mt. Lemmon Survey        |
| 332925 | 2011 CV33              | 27 de desembre de 2006 | Mount Lemmon         | Mt. Lemmon Survey        |
| 332926 | 2011 CT42              | 26 de gener de 2006    | Anderson Mesa        | LONEOS                   |
| 332927 | 2011 CA48              | 3 de desembre de 2004  | Kitt Peak            | Spacewatch               |
| 332928 | 2011 CN50              | 19 de març de 2007     | Siding Spring        | Siding Spring Survey     |
| 332929 | 2011 CV59              | 17 de febrer de 2007   | Kitt Peak            | Spacewatch               |
| 332930 | 2011 CV60              | 11 de març de 2007     | Kitt Peak            | Spacewatch               |
| 332931 | 2011 CB72              | 19 de setembre de 1998 | Apache Point         | Sloan Digital Sky Survey |
| 332932 | 2011 CD72              | 6 de març de 2006      | Mount Lemmon         | Mt. Lemmon Survey        |
| 332933 | 2011 CB73              | 28 de febrer de 2006   | Catalina             | CSS                      |
| 332934 | 2011 CP75              | 18 de desembre de 2009 | Mount Lemmon         | Mt. Lemmon Survey        |
| 332935 | 2011 CA79              | 14 de març de 2007     | Kitt Peak            | Spacewatch               |
| 332936 | 2011 CT85              | 23 de març de 2001     | Anderson Mesa        | LONEOS                   |
| 332937 | 2011 CB87              | 26 de març de 2006     | Kitt Peak            | Spacewatch               |
| 332938 | 2011 CK90              | 24 d'octubre de 2005   | Mauna Kea            | A. Boattini              |
| 332939 | 2011 CY92              | 13 de març de 2007     | Kitt Peak            | Spacewatch               |
| 332940 | 2011 CH105             | 1 de febrer de 2006    | Mount Lemmon         | Mt. Lemmon Survey        |
| 332941 | 2011 DZ7               | 29 de setembre de 2003 | Kitt Peak            | Spacewatch               |
| 332942 | 2011 DO10              | 2 de febrer de 2005    | Kitt Peak            | Spacewatch               |
| 332943 | 2011 DJ13              | 10 de març de 2007     | Mount Lemmon         | Mt. Lemmon Survey        |
| 332944 | 2011 DK24              | 30 de novembre de 2005 | Kitt Peak            | Spacewatch               |
| 332945 | 2011 DM28              | 15 d'agost de 2009     | Kitt Peak            | Spacewatch               |
| 332946 | 2011 DY29              | 26 de desembre de 2006 | Kitt Peak            | Spacewatch               |
| 332947 | 2011 DZ32              | 7 de febrer de 2006    | Mount Lemmon         | Mt. Lemmon Survey        |
| 332948 | 2011 DV36              | 3 de març de 2006      | Kitt Peak            | Spacewatch               |
| 332949 | 2011 DP42              | 16 de juny de 2006     | Kitt Peak            | Spacewatch               |
| 332950 | 2011 DE43              | 28 de setembre de 2003 | Kitt Peak            | Spacewatch               |
| 332951 | 2011 DU43              | 5 d'agost de 2008      | La Sagra             | La Sagra                 |
| 332952 | 2011 DR50              | 23 d'abril de 2007     | Mount Lemmon         | Mt. Lemmon Survey        |
| 332953 | 2011 DF51              | 23 de març de 2006     | Catalina             | CSS                      |
| 332954 | 2011 EA4               | 14 de febrer de 2005   | Kitt Peak            | Spacewatch               |
| 332955 | 2011 ET5               | 26 de març de 2007     | Kitt Peak            | Spacewatch               |
| 332956 | 2011 EO9               | 23 de setembre de 2008 | Kitt Peak            | Spacewatch               |
| 332957 | 2011 EA10              | 27 de desembre de 2006 | Mount Lemmon         | Mt. Lemmon Survey        |
| 332958 | 2011 EX10              | 20 de juliol de 2002   | Palomar              | NEAT                     |
| 332959 | 2011 EV15              | 5 de març de 2006      | Catalina             | CSS                      |
| 332960 | 2011 EZ15              | 6 de novembre de 2002  | Anderson Mesa        | LONEOS                   |
| 332961 | 2011 EM28              | 4 d'abril de 2006      | Lulin                | Q.-z. Ye                 |
| 332962 | 2011 EA40              | 2 d'abril de 1995      | Kitt Peak            | Spacewatch               |
| 332963 | 2011 ED42              | 18 de juny de 2007     | Kitt Peak            | Spacewatch               |
| 332964 | 2011 EH53              | 9 d'octubre de 2008    | Catalina             | CSS                      |
| 332965 | 2011 EQ59              | 7 de maig de 2006      | Mount Lemmon         | Mt. Lemmon Survey        |
| 332966 | 2011 EX73              | 16 de novembre de 2003 | Kitt Peak            | Spacewatch               |
| 332967 | 2011 EV74              | 26 de setembre de 2008 | Kitt Peak            | Spacewatch               |
| 332968 | 2011 EM75              | 31 de març de 2003     | Anderson Mesa        | LONEOS                   |
| 332969 | 2011 EZ80              | 31 d'agost de 2002     | Kitt Peak            | Spacewatch               |
| 332970 | 2011 ER81              | 10 d'octubre de 2002   | Apache Point         | Sloan Digital Sky Survey |
| 332971 | 2011 EH84              | 20 de maig de 2006     | Kitt Peak            | Spacewatch               |
| 332972 | 2011 FY1               | 10 de març de 2002     | Palomar              | NEAT                     |
| 332973 | 2011 FG3               | 26 de gener de 2006    | Kitt Peak            | Spacewatch               |
| 332974 | 2011 FK3               | 2 de març de 2001      | Anderson Mesa        | LONEOS                   |
| 332975 | 2011 FR4               | 2 d'abril de 2006      | Kitt Peak            | Spacewatch               |
| 332976 | 2011 FG6               | 9 de març de 2005      | Catalina             | CSS                      |
| 332977 | 2011 FL9               | 13 de setembre de 2007 | Mount Lemmon         | Mt. Lemmon Survey        |
| 332978 | 2011 FR10              | 28 de gener de 2006    | Kitt Peak            | Spacewatch               |
| 332979 | 2011 FE17              | 6 d'abril de 2000      | Anderson Mesa        | LONEOS                   |
| 332980 | 2011 FJ29              | 15 d'octubre de 2002   | Palomar              | NEAT                     |
| 332981 | 2011 FY36              | 10 d'octubre de 2002   | Apache Point         | Sloan Digital Sky Survey |
| 332982 | 2011 FM43              | 11 de setembre de 2002 | Palomar              | NEAT                     |
| 332983 | 2011 FZ45              | 19 de setembre de 1998 | Apache Point         | Sloan Digital Sky Survey |
| 332984 | 2011 FG67              | 6 d'octubre de 2008    | Mount Lemmon         | Mt. Lemmon Survey        |
| 332985 | 2011 FJ68              | 29 d'octubre de 2003   | Kitt Peak            | Spacewatch               |
| 332986 | 2011 FY75              | 20 d'octubre de 2003   | Kitt Peak            | Spacewatch               |
| 332987 | 2011 FZ75              | 22 d'agost de 2003     | Palomar              | NEAT                     |
| 332988 | 2011 FR89              | 17 d'agost de 2002     | Haleakala            | NEAT                     |
| 332989 | 2011 FP127             | 19 de novembre de 2003 | Kitt Peak            | Spacewatch               |
| 332990 | 2011 FQ128             | 14 d'abril de 2004     | Kitt Peak            | Spacewatch               |
| 332991 | 2011 FX147             | 28 de gener de 2006    | Mount Lemmon         | Mt. Lemmon Survey        |
| 332992 | 2011 FK154             | 17 de març de 2005     | Kitt Peak            | Spacewatch               |
| 332993 | 2011 GK9               | 24 d'octubre de 2005   | Mauna Kea            | A. Boattini              |
| 332994 | 2011 GE37              | 10 de març de 2005     | Anderson Mesa        | LONEOS                   |
| 332995 | 2011 GM63              | 28 de maig de 2000     | Socorro              | LINEAR                   |
| 332996 | 2011 GX64              | 20 de desembre de 2009 | Kitt Peak            | Spacewatch               |
| 332997 | 2011 GF66              | 19 de novembre de 2003 | Kitt Peak            | Spacewatch               |
| 332998 | 2011 GA67              | 8 de gener de 2010     | Kitt Peak            | Spacewatch               |
| 332999 | 2011 HV4               | 16 de desembre de 2003 | Kitt Peak            | Spacewatch               |
| 333000 | 2011 HL37              | 5 d'agost de 2002      | Palomar              | NEAT                     |